# St. Georg (Dinkelsbühl)

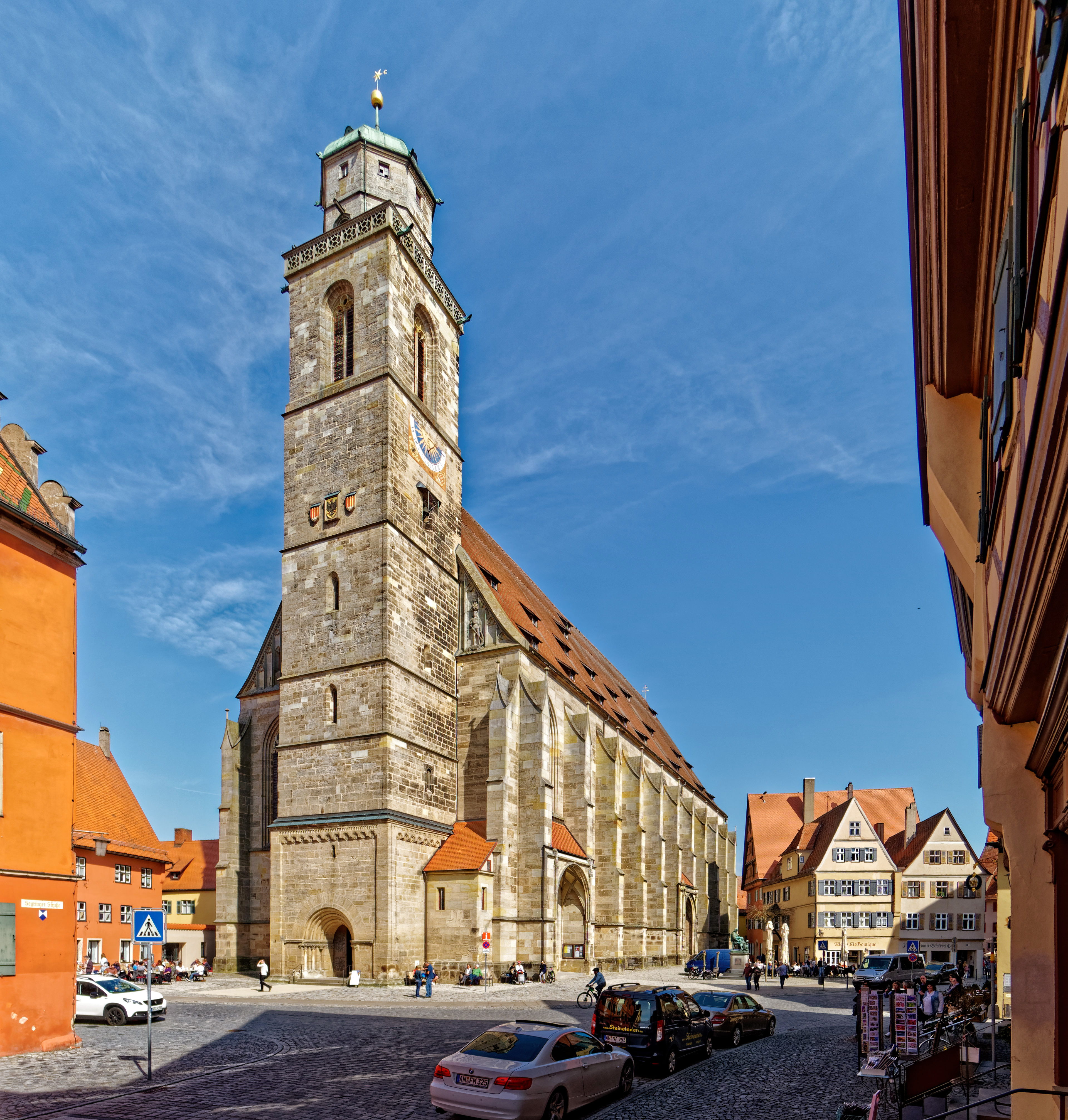
Außenansicht von St. Georg

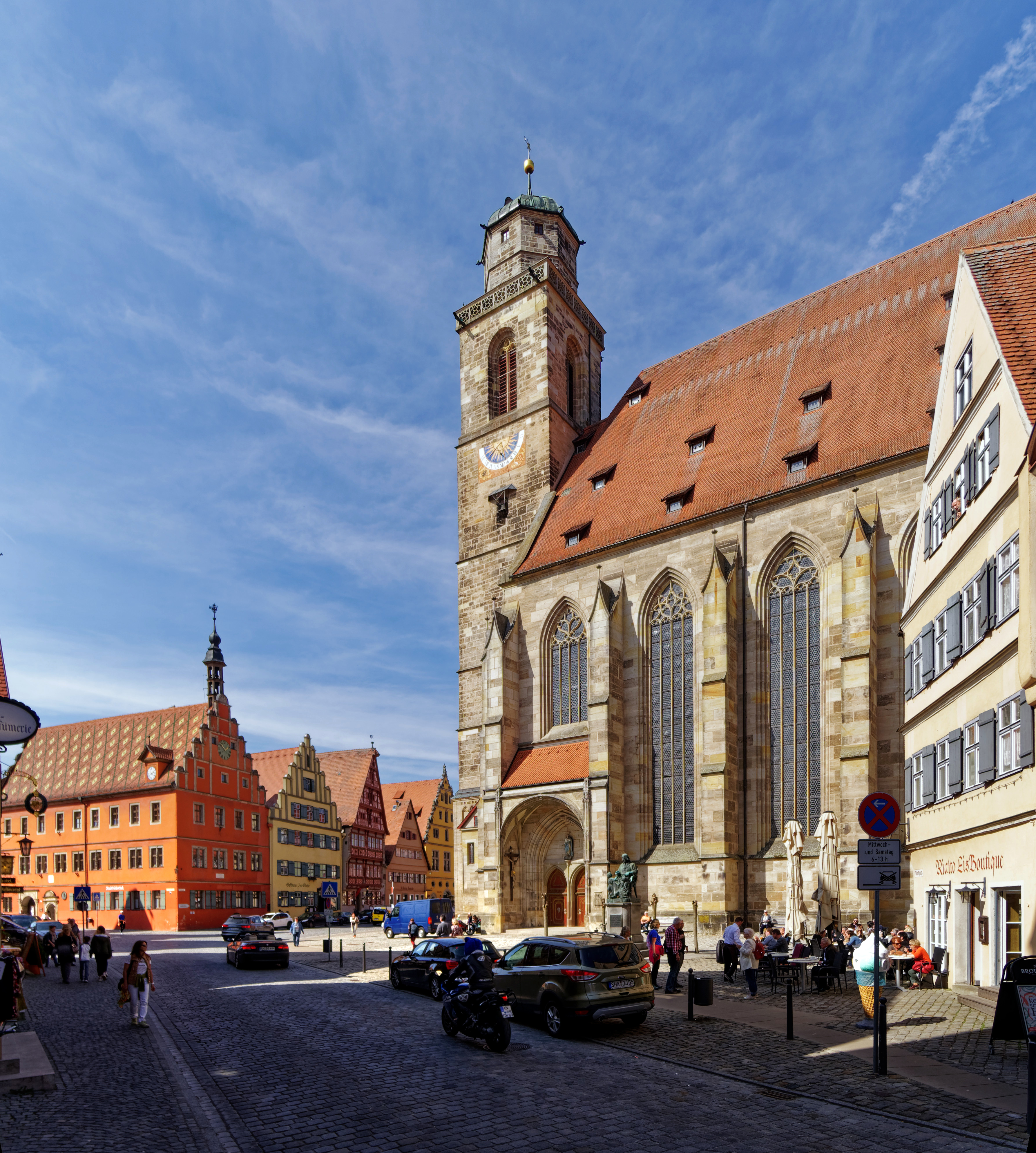
Chor von St. Georg, vom Altrathausplatz gesehen

Die römisch-katholische Stadtpfarrkirche St. Georg in Dinkelsbühl, einer Stadt im mittelfränkischen Landkreis Ansbach (Bayern), ist eine spätgotische Hallenkirche. Inmitten der Stadt gelegen, wurde das Münster in den Jahren 1448 bis 1499 nach Plänen von Niclaus Eseler erbaut.
2018 wurde das Gebäude zum Denkmal nationaler Bedeutung erklärt.

## Baugeschichte

### Vorgängerbauten
Eine Vorgängerkirche mit wohl rechteckigem Chor, von der 1977/78 Steinfundamente aufgedeckt wurden, stammt vermutlich aus der Zeit 1142/46 und war wahrscheinlich St. Ursula geweiht. Um 1227 wurde ein freistehender Glockenturm (Kampanile) mit einer repräsentativen Turmhalle und romanischem Rundbogenportal ohne Tympanon errichtet. Er wurde um 1238 aufgestockt sowie mit dem Kirchenraum verbunden. Eine Erweiterung des Rechteckchors und sicherlich eine Weihe für St. Bartholomäus erfolgten nach 1302. Diese Kirche wich 1323 bis 1341 einem Neubau von 70 m Länge mit gotischem Chorschluss und war nachweislich bereits St. Georg geweiht. Ersetzt wurde sie durch die Überbauung mit dem Münster 1448 bis 1499. Für die an beiden Seiten verbreiterte und verlängerte, dreischiffige Hallenkirche kam der neue Turm nur im Erdgeschoss zur Ausführung, der alte Turm wurde bis ins Jahr 1550 aufgestockt.

### Heutiger Kirchbau

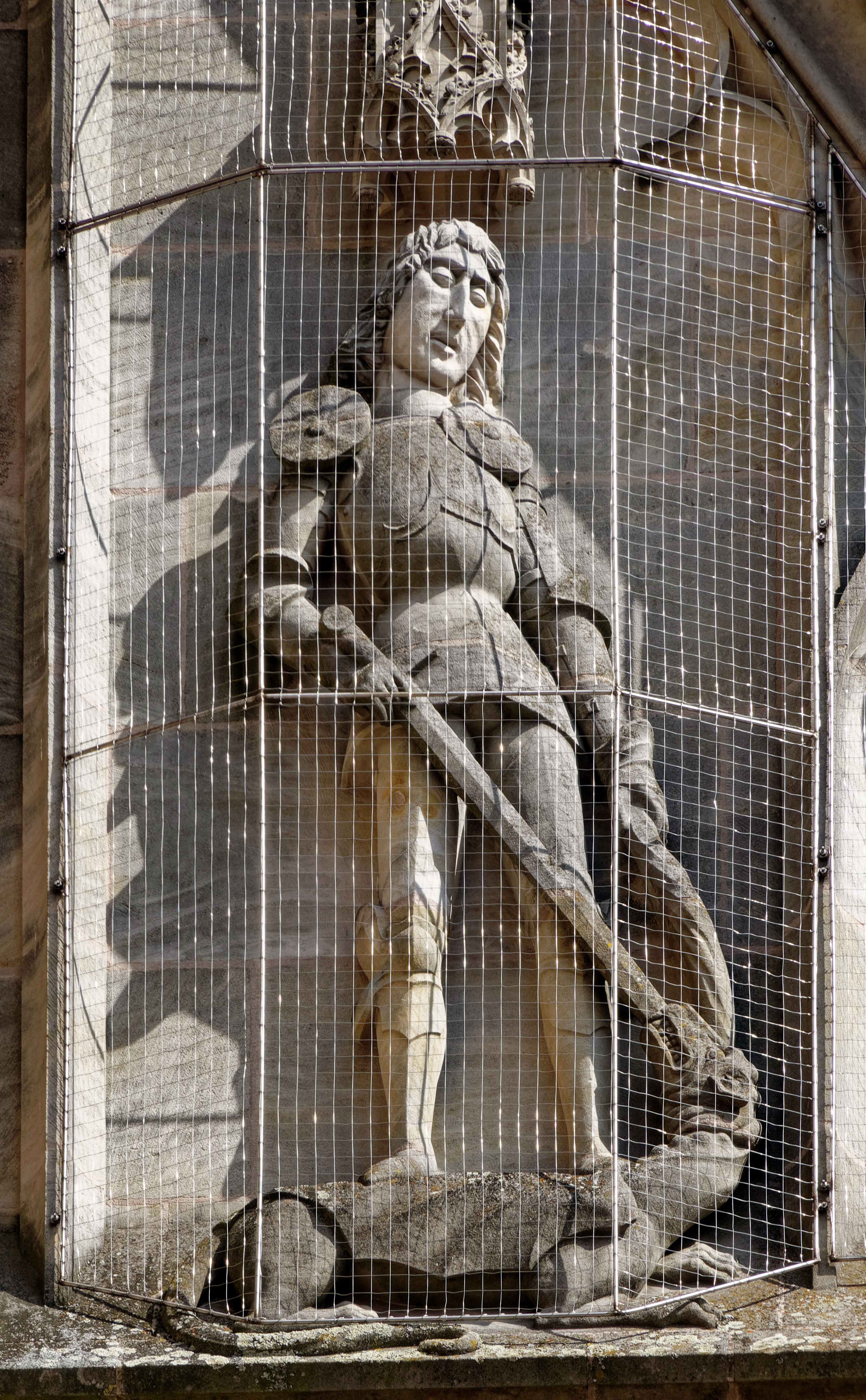
Der Namensgeber St. Georg im Giebel

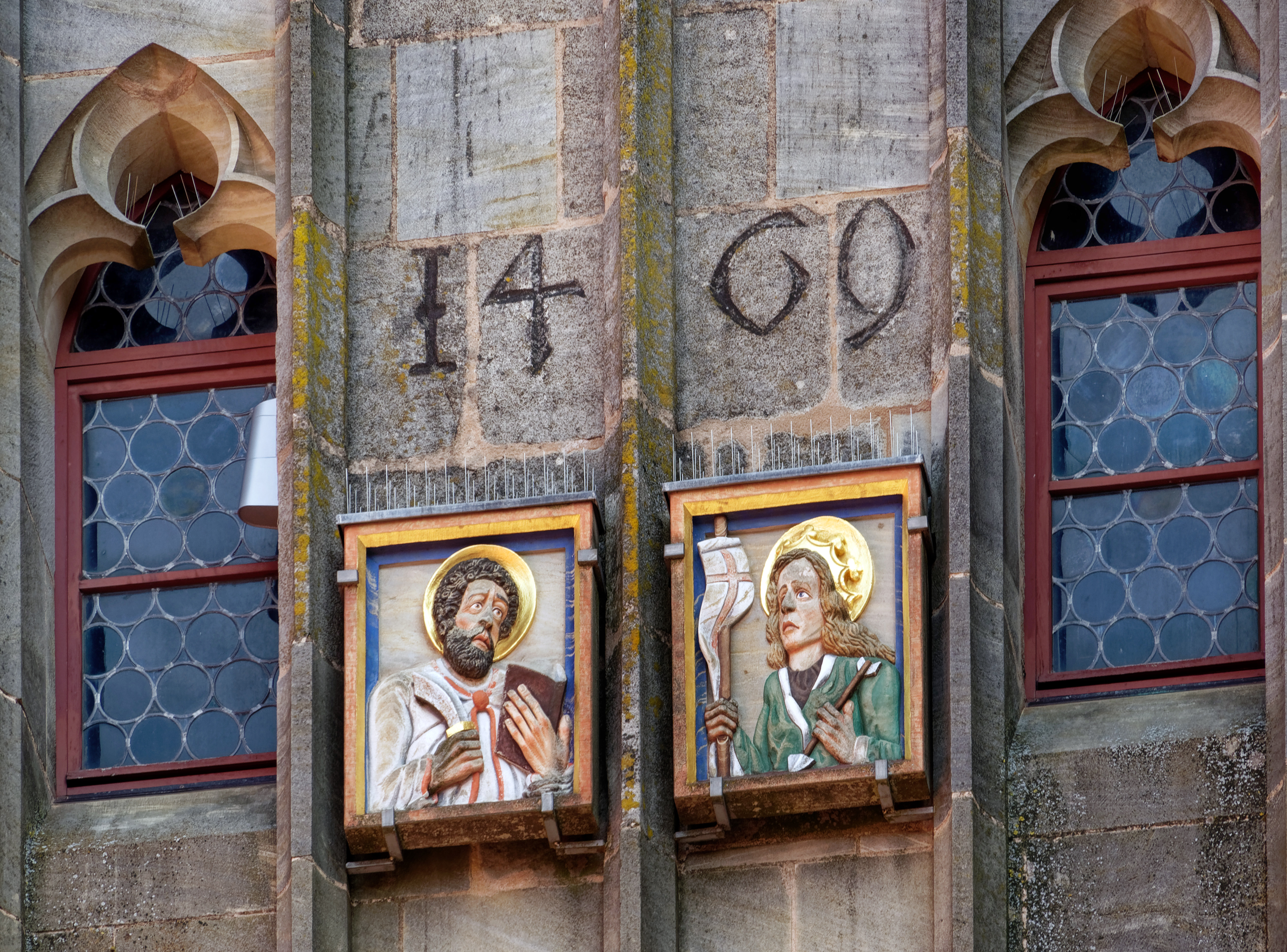
Jahreszahl Vollendung der Westfassade

1448 wurde der Grundstein des heutigen Baus gelegt; das belegt die Inschrift an einem Chormittelpfeiler außen.
Der Text ist auf fünf Zeilen verteilt und lautet:
Anno Domini MCCCC
und im XXXXVIII jar uf
aftermontag nach mit
vasten ward der
erst stain gelegt
„Im Jahr des Herrn 1448 am Dienstag nach Mittfasten (5. März 1448) wurde der erste Stein gelegt.“
Zwischen der Bauinschrift und der Konsole mit der Baumeisterbüste Niclaus Eselers befindet sich eine einzigartige Doppelsonnenuhr, die älteste Ost-Sonnenuhr Europas, die um 1450 entstand.
Um in der Bauphase die Kirche weiterhin nutzen zu können, wurden erst der Chor und später das Langhaus mit ihren Nachfolgebaueinheiten umbaut und dann abgerissen. 1469 wurde die neue Westfassade erstellt; ein geplanter neuer Turm an der Nordseite ist nur als Stumpf ausgeführt. Auch der Dachstuhl wurde in zwei Abschnitten errichtet, zuerst der westliche Teil über dem Langhaus und erst 20 Jahre später der östliche über dem Chor. Noch vor Beginn der Einwölbung 1492 weihte der Augsburger Weihbischof Ulrich am 17. Oktober 1488 die Kirche. Nach 51 Jahren Bauzeit konnte die Kirche im Jahre 1499, zwei Jahre nach der Weihe des Hochaltars, als vollendet erklärt werden.
Ab 1530 wurde der Turmstumpf an der Nordseite der Kirche durch einen Ziegelaufbau mit Pultdach ergänzt. Zehn Jahre später wurde der Westturm um ein Glockengeschoss erhöht. Weitere zehn Jahre später erhielt der Westturm ein zweigeschossiges Oktogon und eine Kupferhaube als Abschluss.
Etwa um die gleiche Zeit entstanden zwei der vier Kapelleneinbauten, die beiden anderen erst Anfang des 18. Jahrhunderts. Ein Kirchengestühl, von dem noch Teile erhalten sind, wurde um 1686 eingebaut. Aus der gleichen Zeit stammen die Türen der Seitenportale, die zwischen 1691 und 1726 datiert werden.
Ludwig der I. von Bayern veranlasste 1845 bei einem Besuch einen Umbau der Kirche im Sinn einer Purifizierung, die ab 1856 realisiert wurde. Dabei wurden die äußeren Anbauten zwischen den Strebepfeilern sowie im Inneren die Barockaltäre, Grabmäler und hölzerne Emporen entfernt. Stattdessen wurden bis 1898 neugotische Altäre angefertigt und zwei bunte Glasfenster eingebaut. Auch die Kanzel wurde einschließlich der Neuanfertigung der Steintreppe renoviert.
Seit 1970 wurde die Außenfassade der Kirche renoviert und 1984 die Nordseite mit Turm und Pfarrhofportal fertiggestellt.
Als wichtige Vorbildbauten für die St.-Georgs-Kirche dienten St. Martin in Landshut, St. Sebald in Nürnberg, St. Jakob in Neisse, St. Mauritius in Olmütz und St. Jakob in Brünn.

## Baubeschreibung

### Innenbau und Grundriss
Die St.-Georgs-Kirche besitzt eine Vorhalle, die sich fensterlos an den Eingang zur Kirche anschließt. Das Kircheninnere zeigt sich als dreischiffige Hallenkirche, bei der alle drei Schiffe die gleiche Höhe besitzen. 22 freistehende achteckige Pfeiler, die das Netzgewölbe tragen, trennen Haupt- und Nebenschiffe. Über dem Mittelschiff befindet sich eine Segmentbogentonne, die Seitenschiffe überspannt jedoch eine Spitzbogentonne. Das Langhaus zählt zehn Joche bis zum Binnenchor, der die Form eines halben Sechseckes besitzt. Dahinter findet man den Chorumgang, der mit sechs Flächen eines Zwölfecks ausgeführt ist. Der Übergang von den Seitenschiffen in den Chorbereich ist nahezu nahtlos. Lediglich eine leichte Bodenerhöhung betont den inneren Chorbereich etwas. Im Chorumgang stellen die stärker ausgeführten Gurtrippen zwischen den Wandpfeilern und den gegenüberstehenden vier Pfeilern des Binnenpolygons, die das Gewölbe in drei fünfeckige Felder gliedern, eine Besonderheit dar.
Die Wandpfeiler der Kirche werden von vierbahnigen Spitzbogenfenstern unterbrochen, circa 4 m über dem Fußboden beginnend und fast bis unter das Gewölbe reichend. Die Wände sind ansonsten glatt gestaltet und die Wandpfeiler sind einzig senkrecht vorgelegt, um eine Betonung zu schaffen. Alle Fenster haben unterschiedliches Maßwerk, wobei sich wirklich kein einziges in den 26 Fenstern wiederholt. Neben dem Zugang durch den Westturm besitzt die Kirche noch vier weitere Zugänge, welche sich jeweils rechts und links an die Seitenschiffe im ersten und im sechsten Joch anschließen. An das achte Joch schließt sich die Sakristei an, die früher als Nordturm geplant war, was bereits im Grundriss an den sehr dicken Mauern zu erkennen ist. Auch im Westen lässt sich der Turm deutlich im Grundriss durch die dicke Mauerführung ausmachen. Neben dem Westturm befindet sich ein Treppenturm. Im Westjoch befindet sich über seiner gesamten Breite noch eine unterwölbte Empore aus der Erbauungszeit.

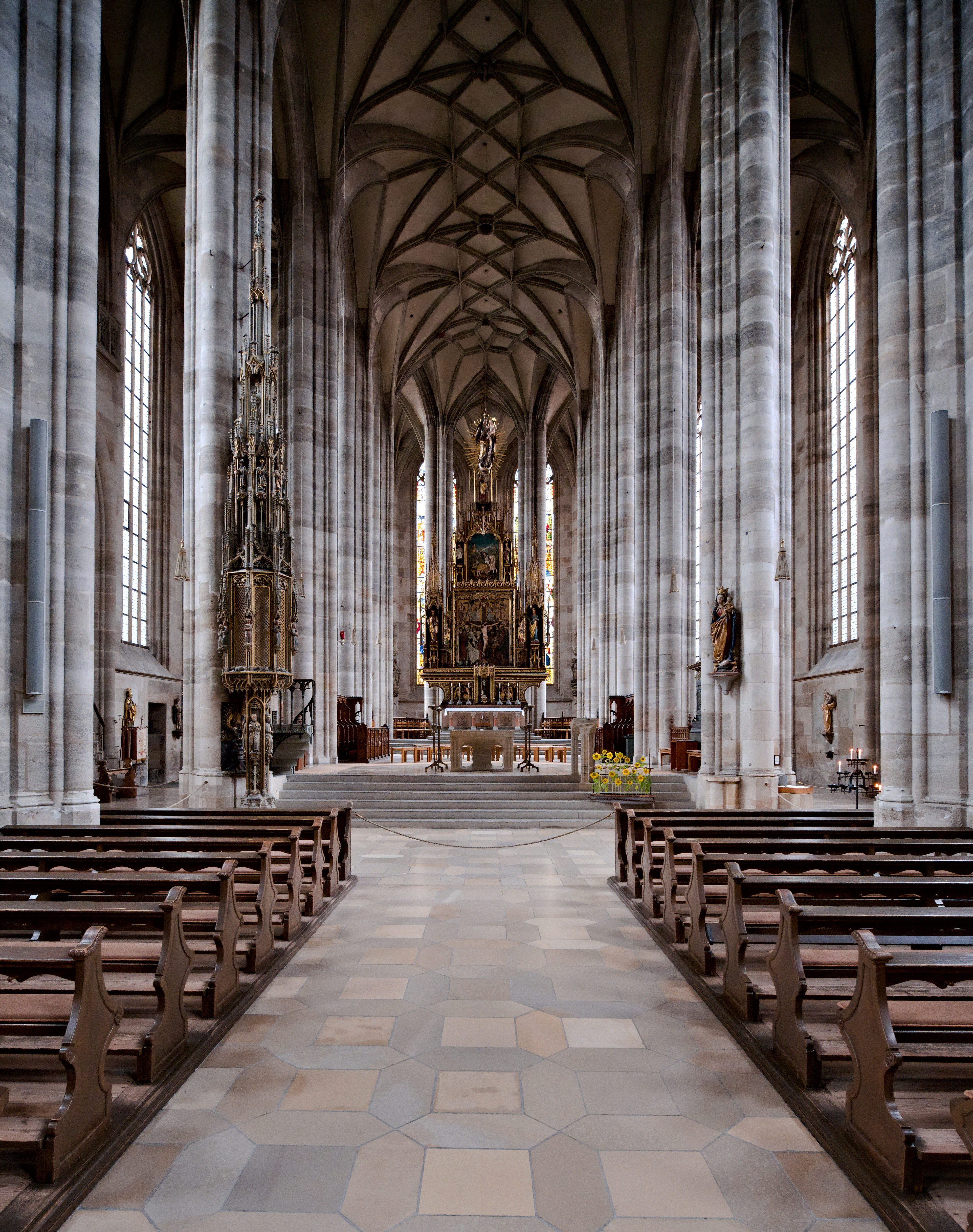
Innenraum, Blick nach Osten
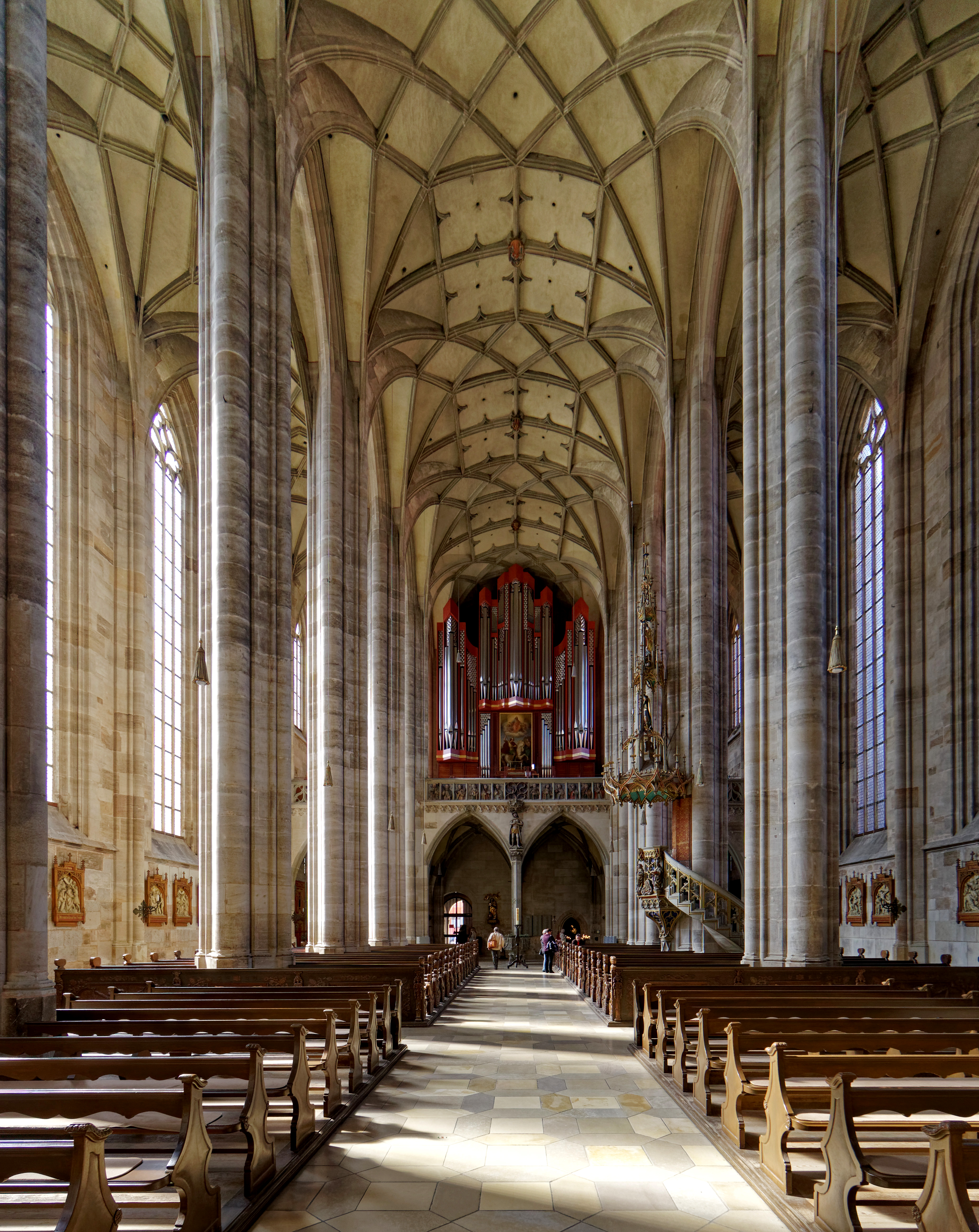
Innenraum, Blick nach Westen
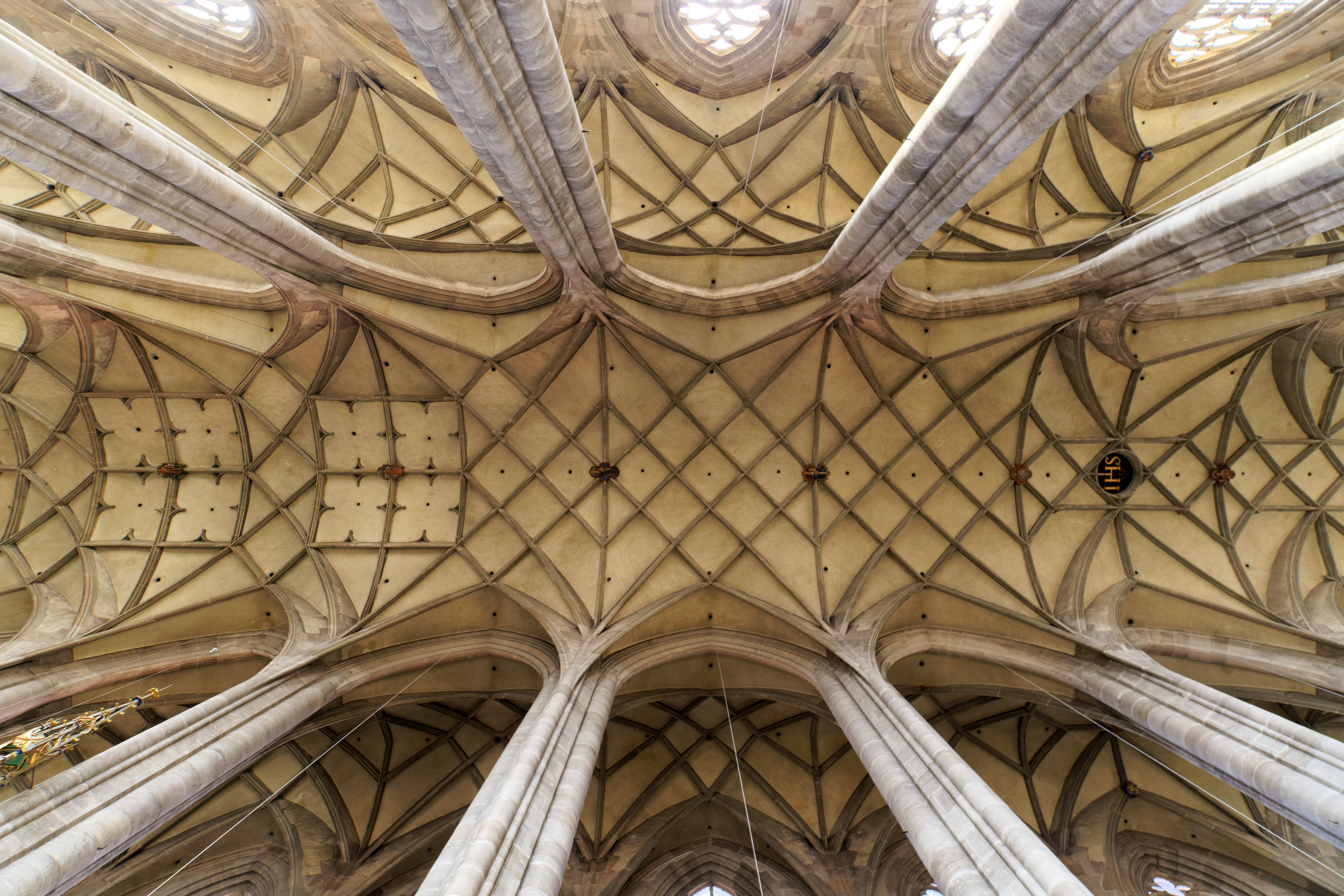
Das Netzgewölbe
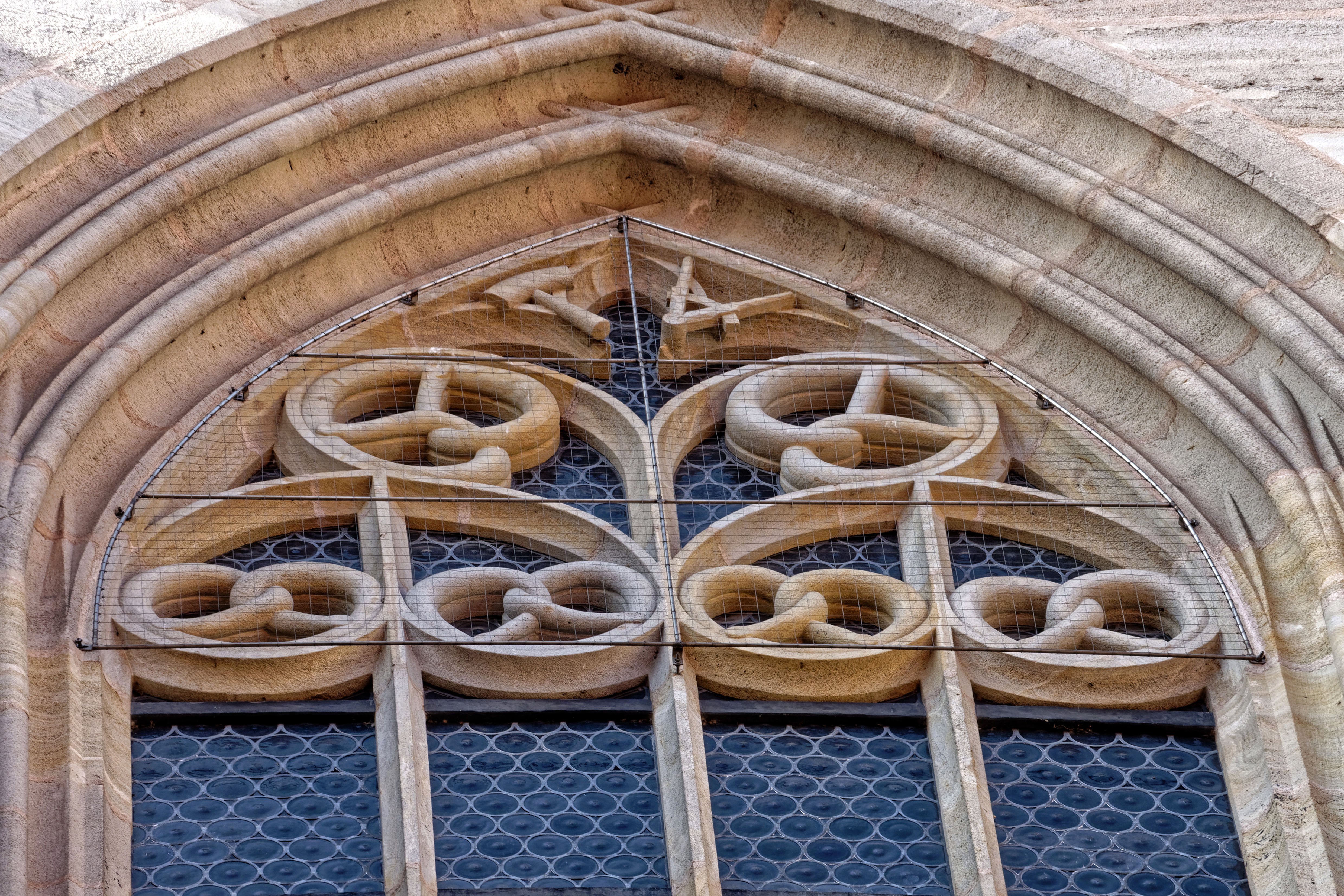
Maßwerk: Das Brezelfenster (hier von außen)
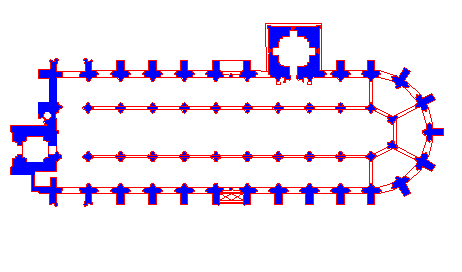
Vereinfachter Grundriss

### Außenbau
Ursprünglich war die gesamte Südseite der Kirche frei und unverstellt, bis 1530 die erste Häuserreihe vor der Kirche entstand. Die Außenmauer und die Strebepfeiler der Kirche setzen auf einem Sockel an. Dies soll Niveauunterschiede ausgleichen. Die Proportionen der Außenwand sind aufeinander abgestimmt und ausgewogen. An der geplanten Nordturmostseite (jetzt Außenwand der Sakristei) findet man eine Inschrift zur starken Fundamentierung für den nie ausgeführten Turm. Der Text dokumentiert, dass dieses Fundament eine Tiefe von 6,5 Metern erreicht:
der grunt ist in der erden XXII schuch
Unterhalb der Fenster verläuft ein Wasserschlag, welcher auch um die Strebepfeiler herumgeführt wird und nur durch die Portaljoche unterbrochen wird. Hierdurch wird ein Viertel der Strebepfeiler „abgetrennt“. Die Stirnseite der Streben endet in einem konkaven Giebel. Hinter diesem Giebel verlaufen die Streben gen Wand mit Hilfe eines konkaven Pultdaches. Nach einem freibleibenden Mauerstreifen folgt ein Stabprofil, das sich unterhalb des abschließenden Gesimses befindet.
Im Chorpolygon wird diese Wandgliederung beibehalten. Hier befindet sich auch die bereits erwähnte Inschrift der Grundsteinlegung. Auch kann man in einem Steinblock eine eingeritzte Sonnenuhr erkennen. Darüber befindet sich eine Nische mit einer Büste als Träger einer Konsole unter der Skulptur des Apostels Bartholomäus. Nachträglich wurden vier Kapellen zwischen den Strebepfeilern des Chores eingebaut. Zwei Kapellen stammen aus dem 16. Jahrhundert, die anderen beiden aus dem Jahr 1728.

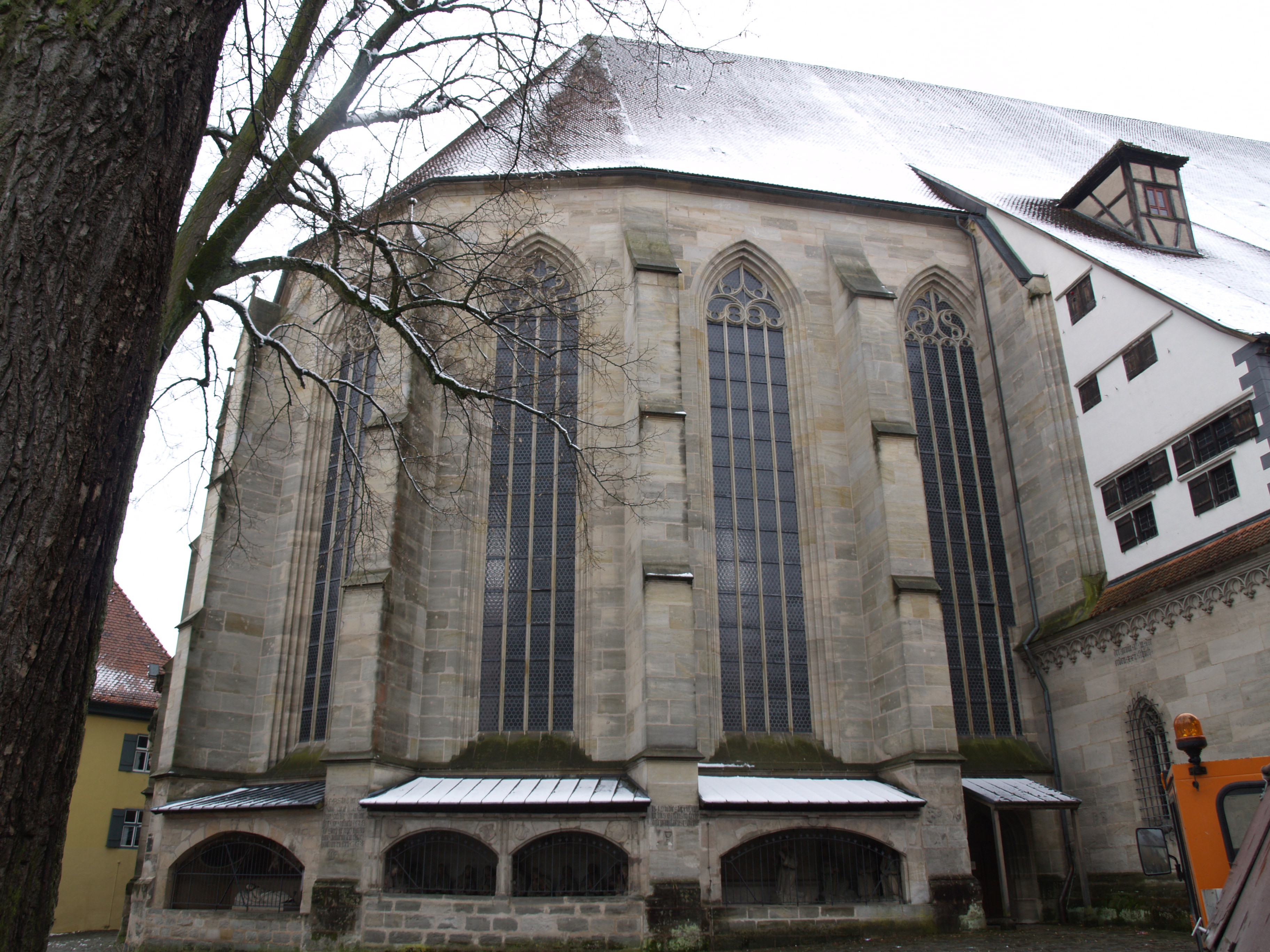
Strebepfeiler im Bereich des Chores, Außenkapellen.
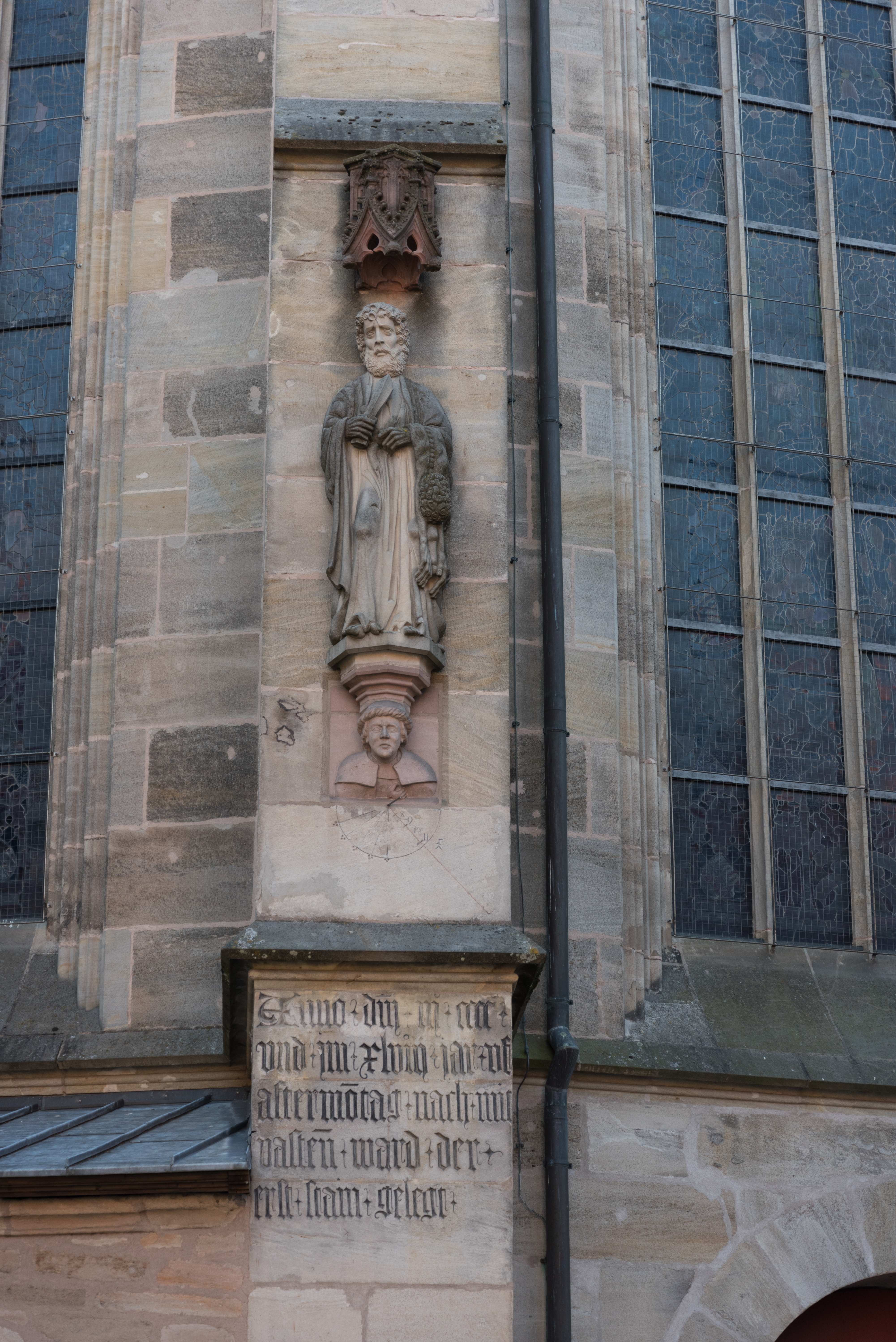
Inschrift, Sonnenuhr und Skulpturen
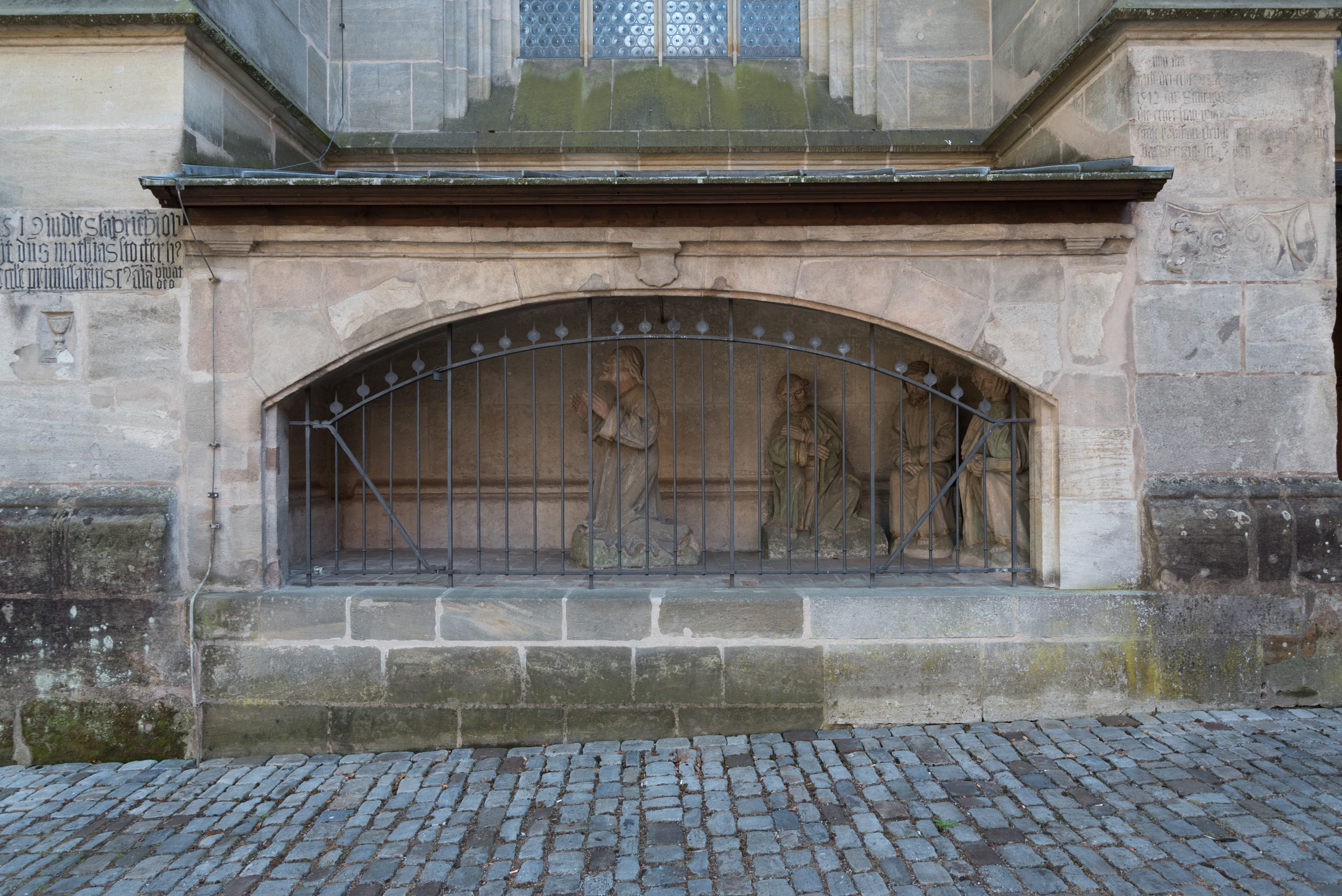
Ältere Außenkapelle mit Ölbergszene
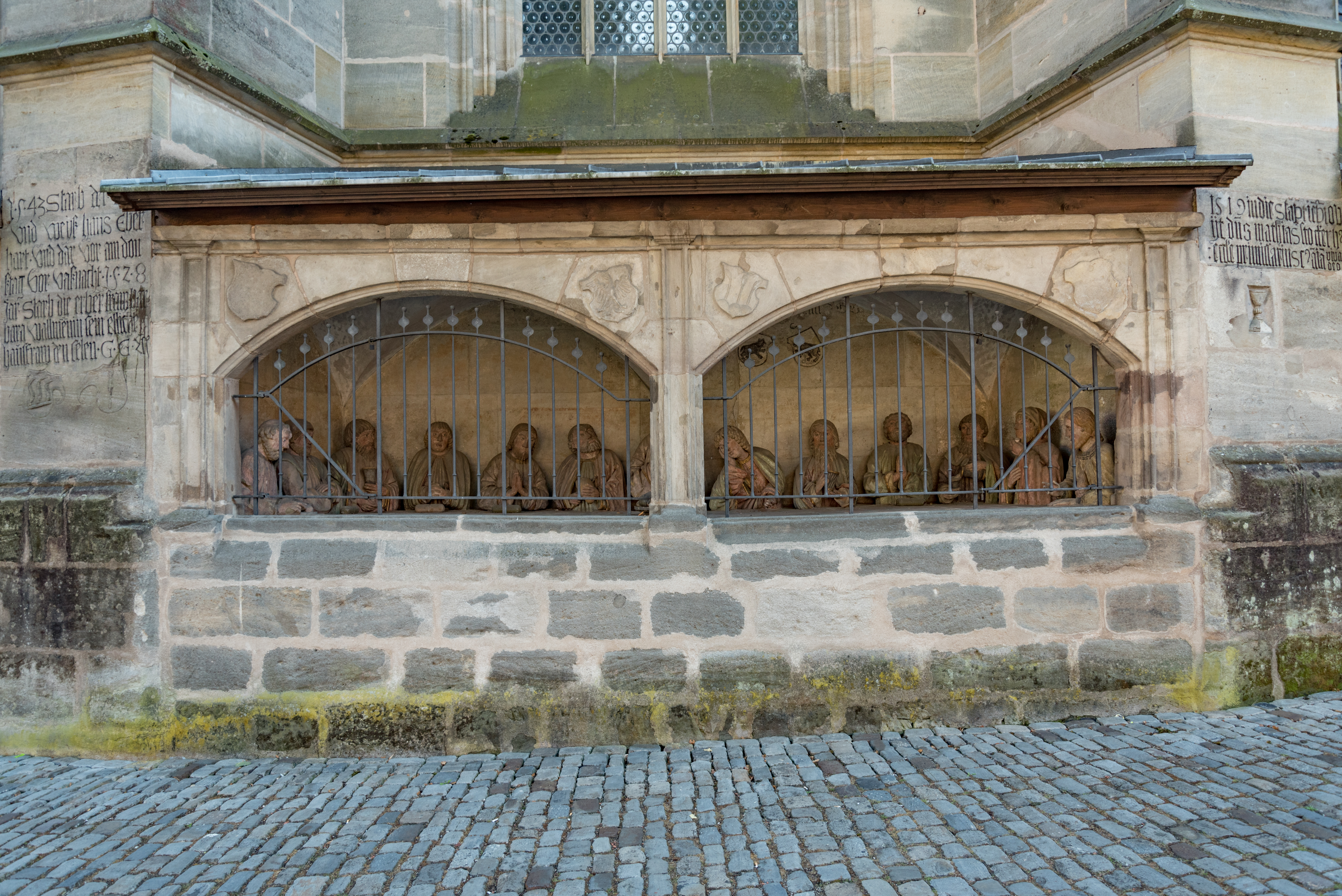
Ältere Außenkapelle mit Abendmahlsszene
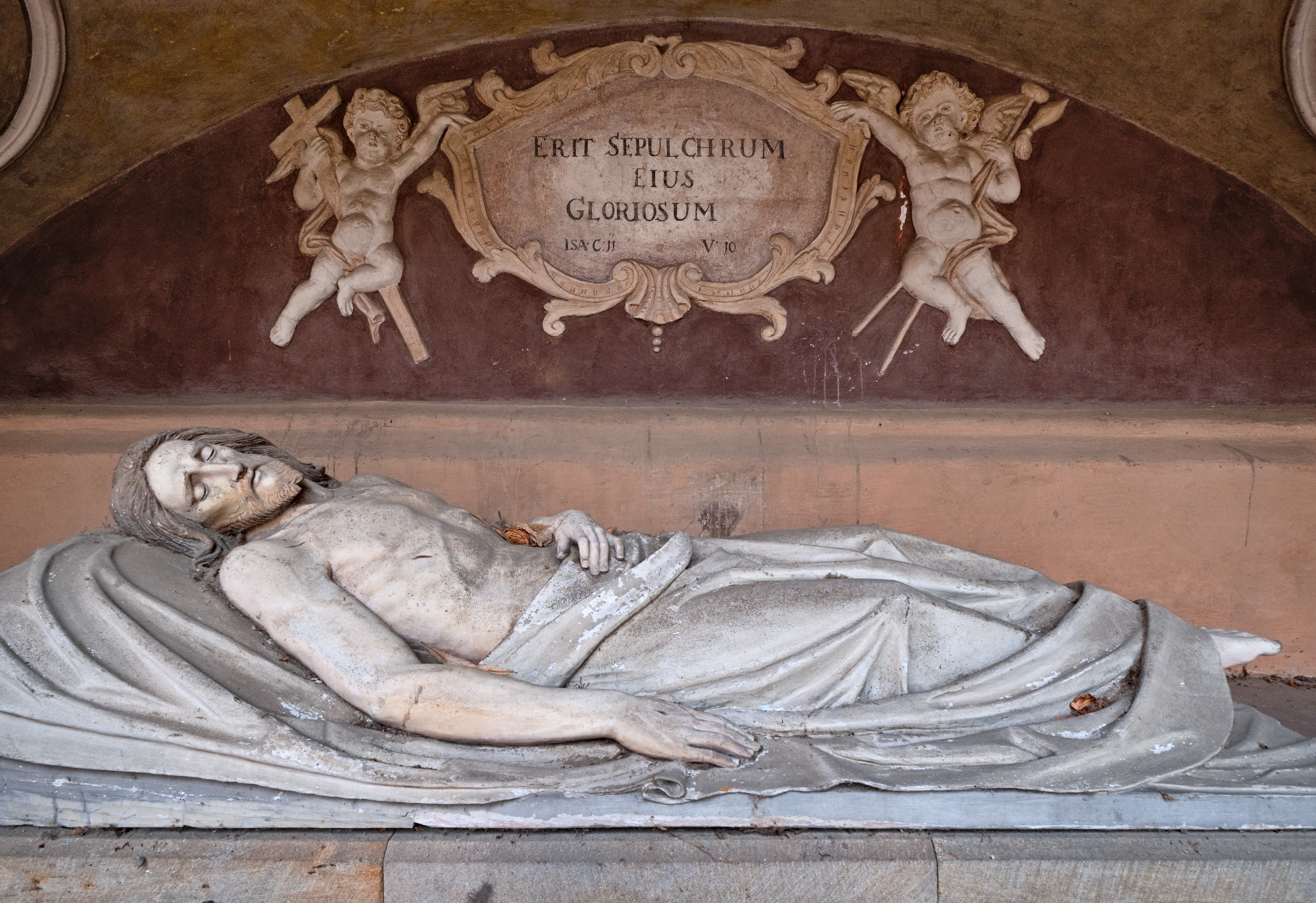
Grablegung Christi in neuerer Außenkapelle

Vier Portale führen über die Seitenschiffe in die Kirche; alle sind als Spitzbogenportale ausgeführt. Ebenfalls allen gleich ist ein Tympanonfeld mit sich darunter befindenden Spitzbogentüren. Das südwestliche Markt- und Männerportal trägt die Jahreszahl 1616, in der es renoviert wurde. Eine Heilige Maria aus Holz befindet sich vor dem Tympanon. Das Tympanon ist glatt gehalten. Das südöstliche Brautportal schmückt eine Madonna auf einer Konsole, welche sich unter einem Baldachin in Mitte des Tympanons befindet. Entgegen dem Männerportal wird das Tympanon hier von Blendmaßwerk mit Fischblasenformen geschmückt. Das Pfarrportal auf der Nordseite, auch als Lateinische Schultüre bezeichnet, ist renoviert. Es ähnelt in einigen Punkten der Gestaltung des Männerportals, zum Beispiel was das Vorzeichen angeht. Im Tympanon der nordwestlichen Frauentür ist ein Spitzbogenfenster vorhanden. Die Fialenpfeiler entsprechen denen des Brautportals.
Neben dem Nordturm befindet sich eine kleine Spitzbogentüre, die Mesnertüre. Das Gewände entspricht dem des Sakristeieingangs im Chorumgang, es fehlt jedoch ein Tympanon.

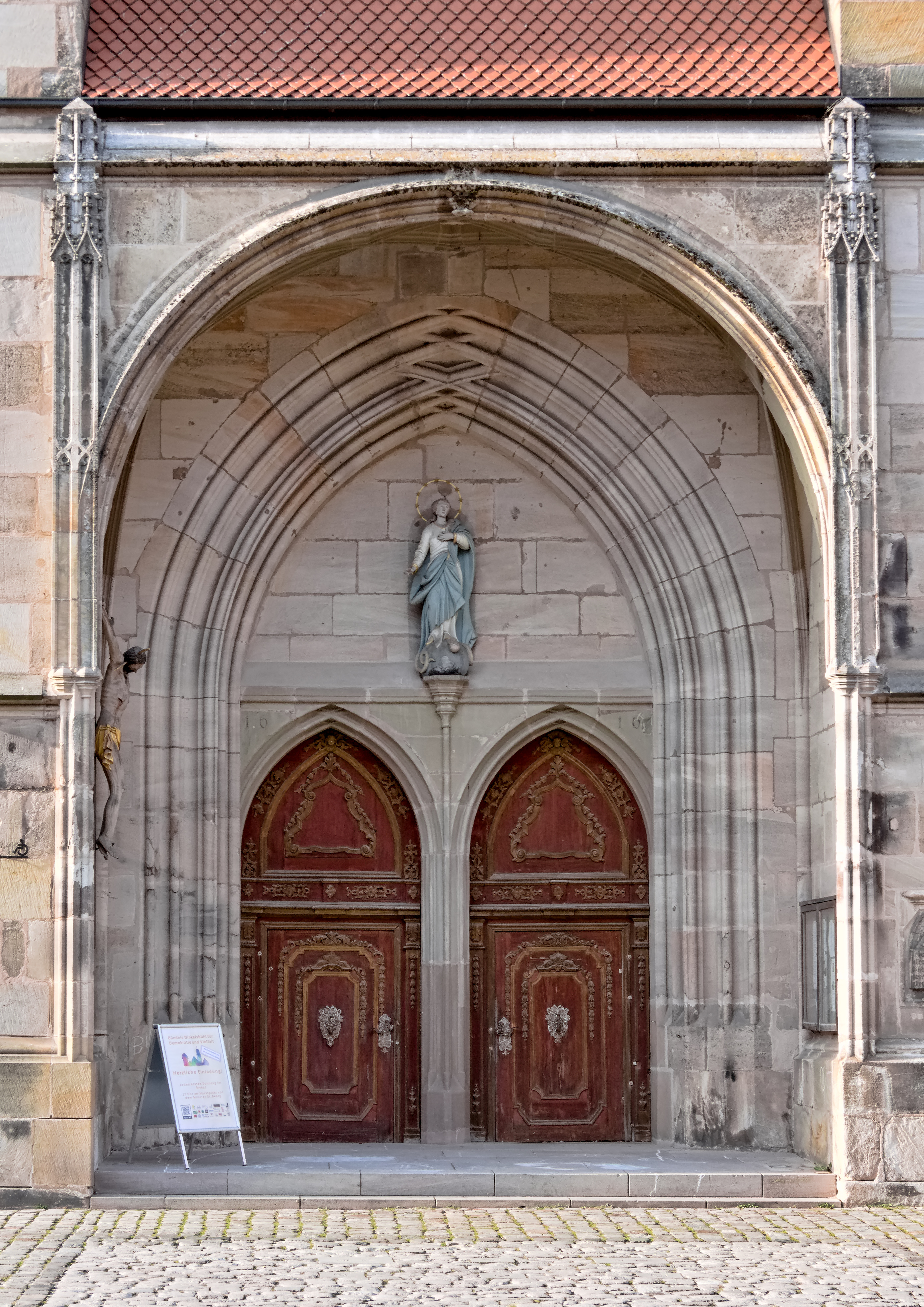
Markt- oder Männertor
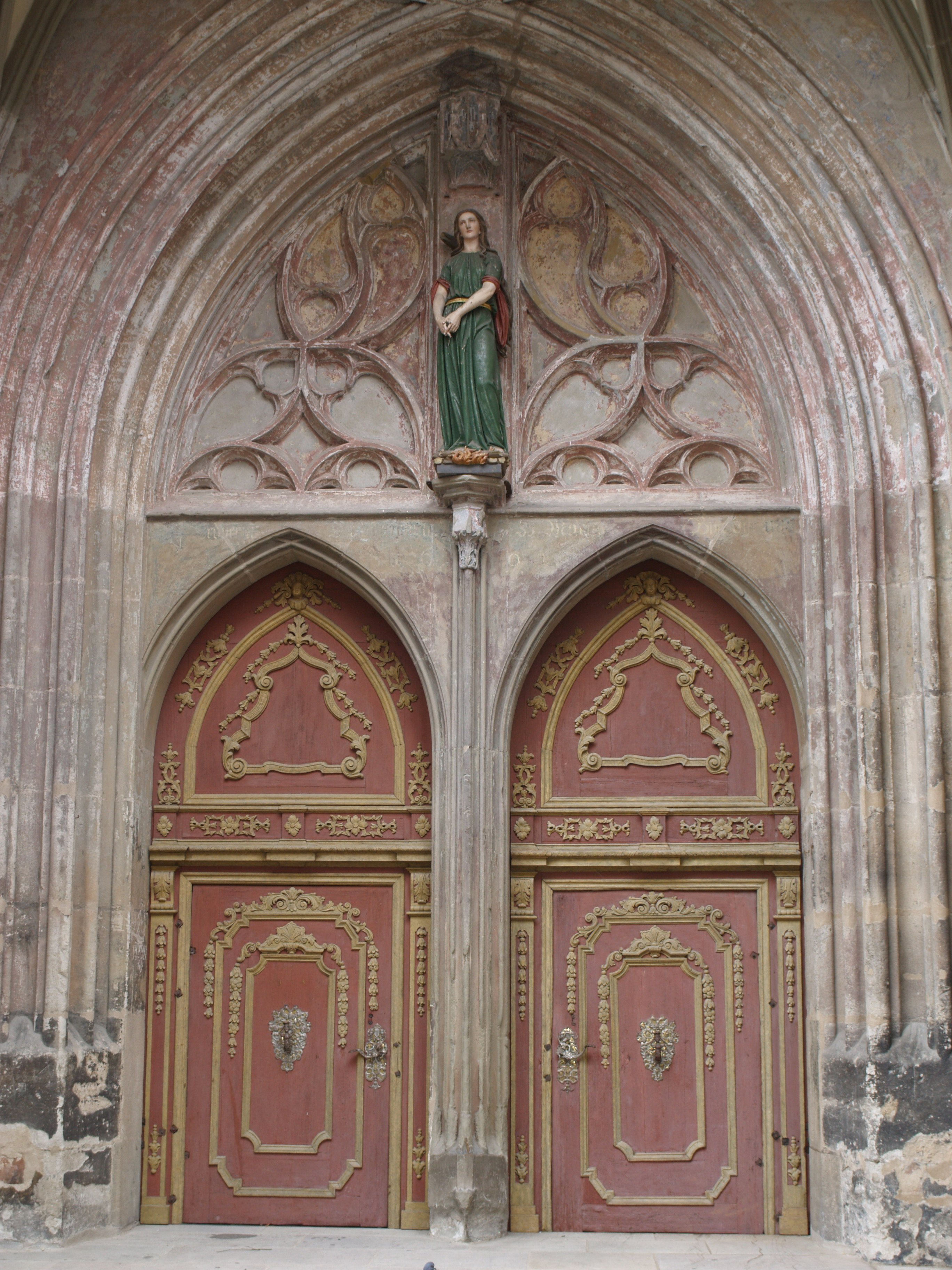
Brautportal
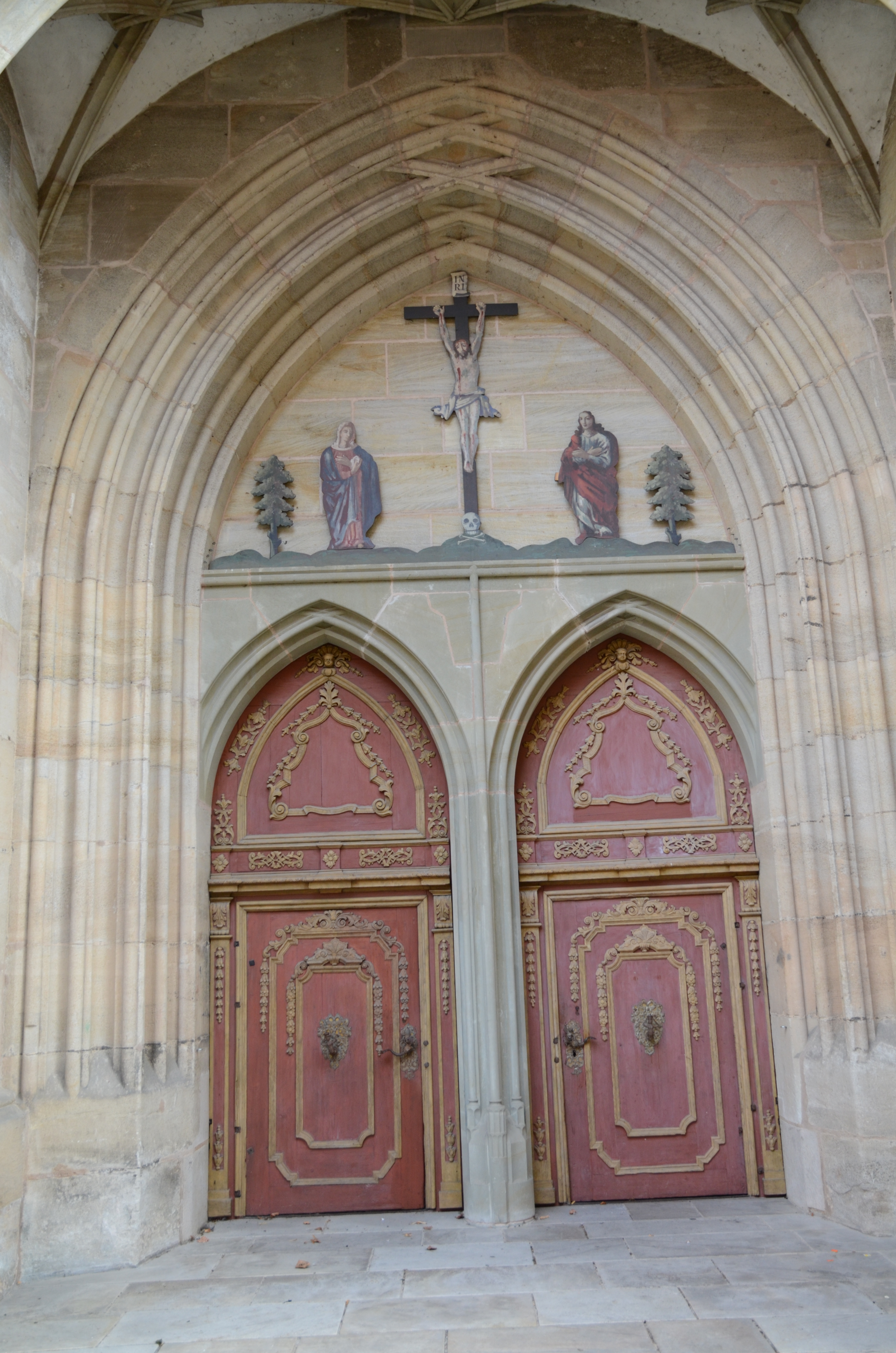
Pfarrportal
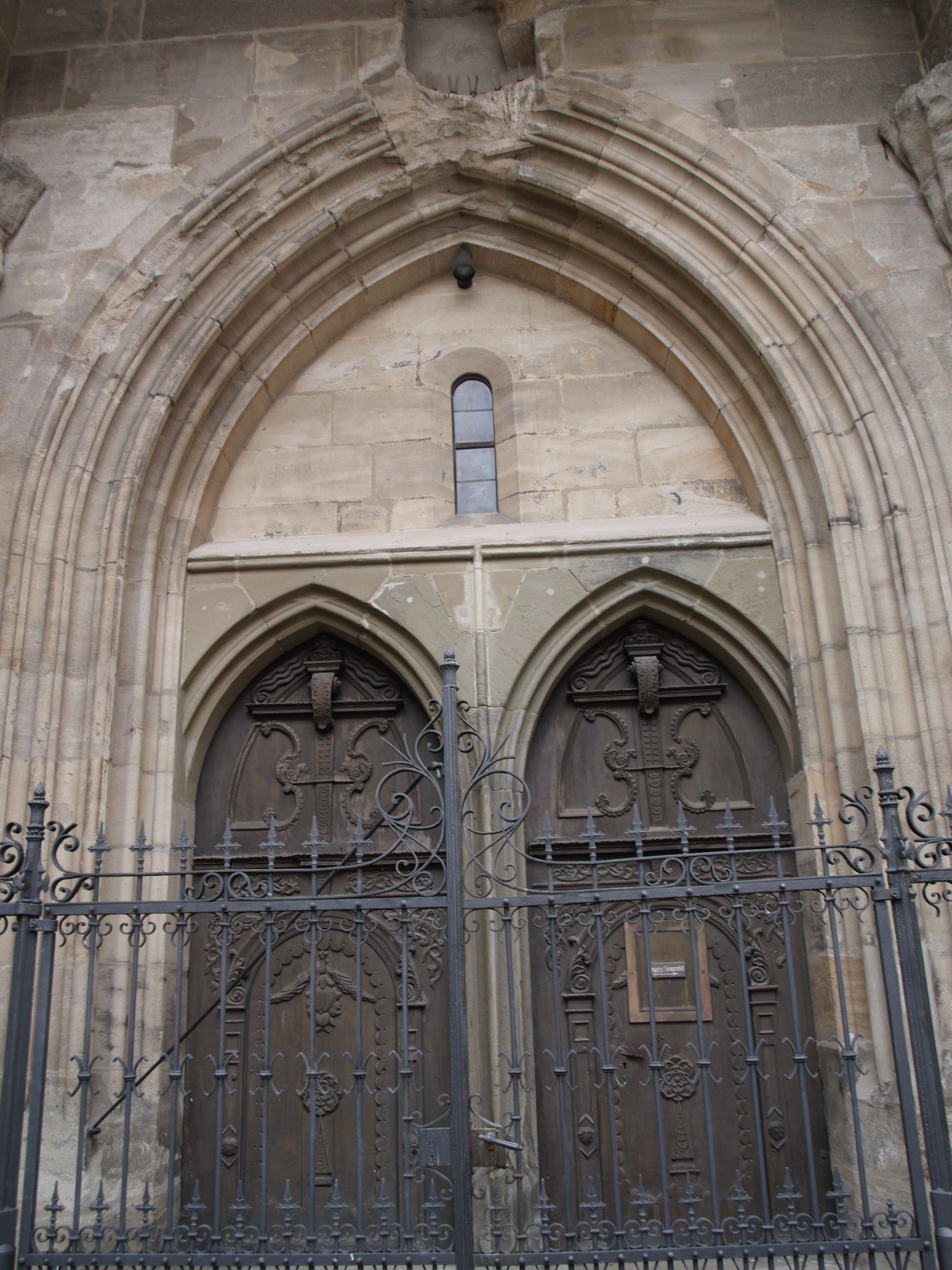
Nordwestliche „Frauentür“

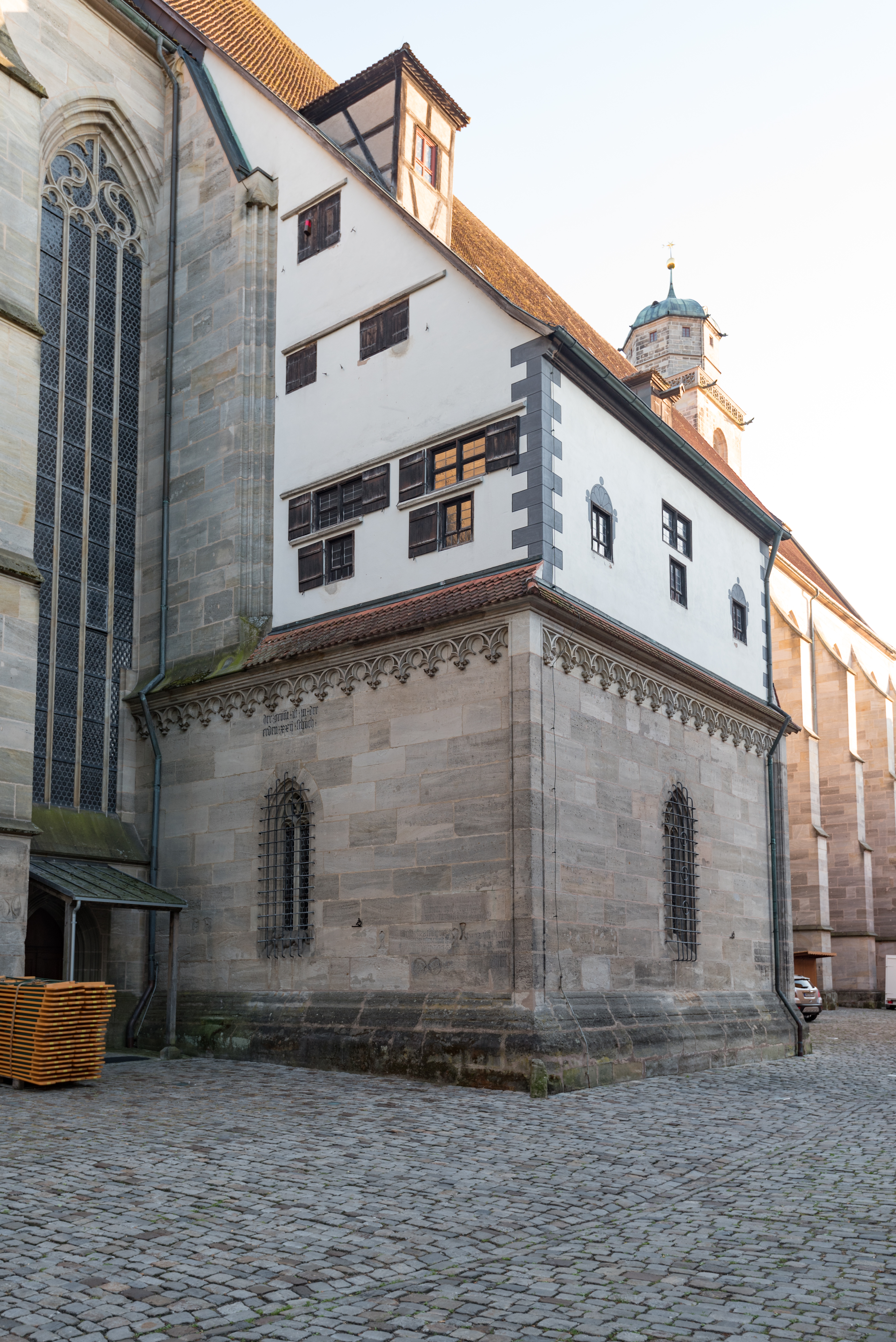
Überbauter Stumpf des Nordturmes (Sakristei)

Der geplante Nordturm ist jetzt als Sakristeigebäude an die Kirche angeschlossen. Es wird von einem Wasserschlag abgeschlossen, unter dem ein Fries verläuft. Alle drei Außenwände haben ein Spitzbogenfenster mit Eisenvergitterung. Über der Sakristei wurde nur das ausgeführt, was direkt an die Wand des Seitenschiffs anschließt. Erst im 16. Jahrhundert wurde der Raum über der Sakristei noch durch einen Fachwerk- und Ziegelaufbau nutzbar gemacht. Der jetzige Bau hat zu allen Seiten Fenster und besitzt ein einfaches Pultdach, wie das der Kirche.
Die Westfassade hat südlich und nördlich vom Westturm Wandstücke mit gegiebelten Eckstrebepfeilern. Zwischen den Streben befindet sich ein Maßwerkfenster, welches entgegen allen anderen Fenstern erst in 10 m Höhe ansetzt. Nördlich vom Westturm befindet sich ein achteckiger Treppenturm, der sechs Geschosse zählt. Die ersten vier Stockwerke sind teilweise mit den Strebepfeilern zu einer Einheit geworden. Das Erdgeschoss kann von außen über eine Treppe erreicht werden. Die Geschosse 1 bis 4 zieren kleine Spitzbogenfenster, im fünften Geschoss befindet sich auch ein solches Fenster. Das sechste Stockwerk wird durch ein Gesims abgetrennt. Die freistehenden Seiten sind hier mit Blendfenstern versehen. Den Abschluss bildet ein Steinhelm mit Kreuzblume. Der 62 m hohe Westturm besitzt sechs unterschiedlich hohe Geschosse mit quadratischem Querschnitt. Darüber befindet sich eine heute als Aussichtsplattform genutzte Galerie mit umlaufender Balustrade und abschließend ein zweigeschossiges Oktogon. In den Jahren 1220/30 wurde der unterste Teil sowie das zweite, dritte und die Hälfte des vierten Geschosses erbaut. Im 14. Jahrhundert wurde dann das vierte Geschoss vollendet und das 5. Geschoss erbaut. Das sechste Geschoss wurde im 16. Jahrhundert angeschlossen, welches als Glockengeschoss den Abschluss bildet. Im Inneren des Turmes befindet sich noch ein Laufrad aus der Erbauungszeit des Turmes.

## Ausstattung

### Altäre

#### Hochaltar

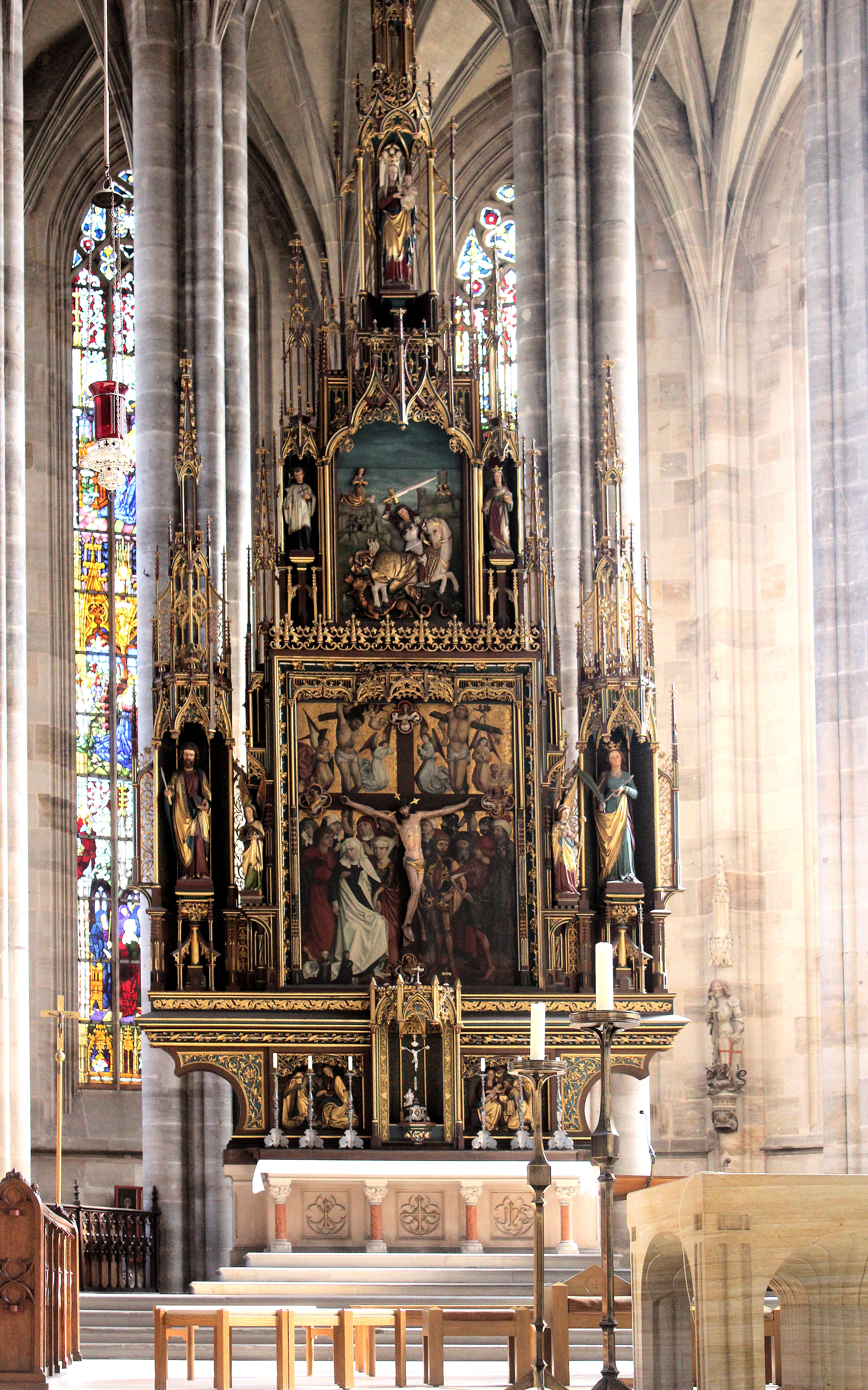
Hochaltar

Gegenüber der Orgel befindet sich der 1636 gestiftete Hochaltar, der 1642 fertiggestellt und während der Restauration 1856 durch neugotisches Schnitzwerk ersetzt wurde. Der heutige Hochaltar wurde 1892 errichtet und integriert das originale Altarbild, das eine gotische Kreuzigungsgruppe zeigt und um 1490 datiert wird. Hierbei fällt die Verbindung von Malerei und Plastik auf: Das Kruzifix tritt aus dem gemalten Altarbild hervor und teilt somit das Bild in vier Felder. Das Altarrelief zeigt den heiligen Georg mit Drachen und hat wie auch die Predella, Nürnberg und Dormitz zum Vorbild. Daneben (neugotisch) die Heiligen Aloisius und Elisabeth von Thüringen; oberhalb die Muttergottes. Neben der Kreuzigungsszene stehen die Nebenpatrone Ursula und Bartholomäus. Die Predella zeigt die Geburt Christi und die Anbetung der Könige.

#### Josephsaltar

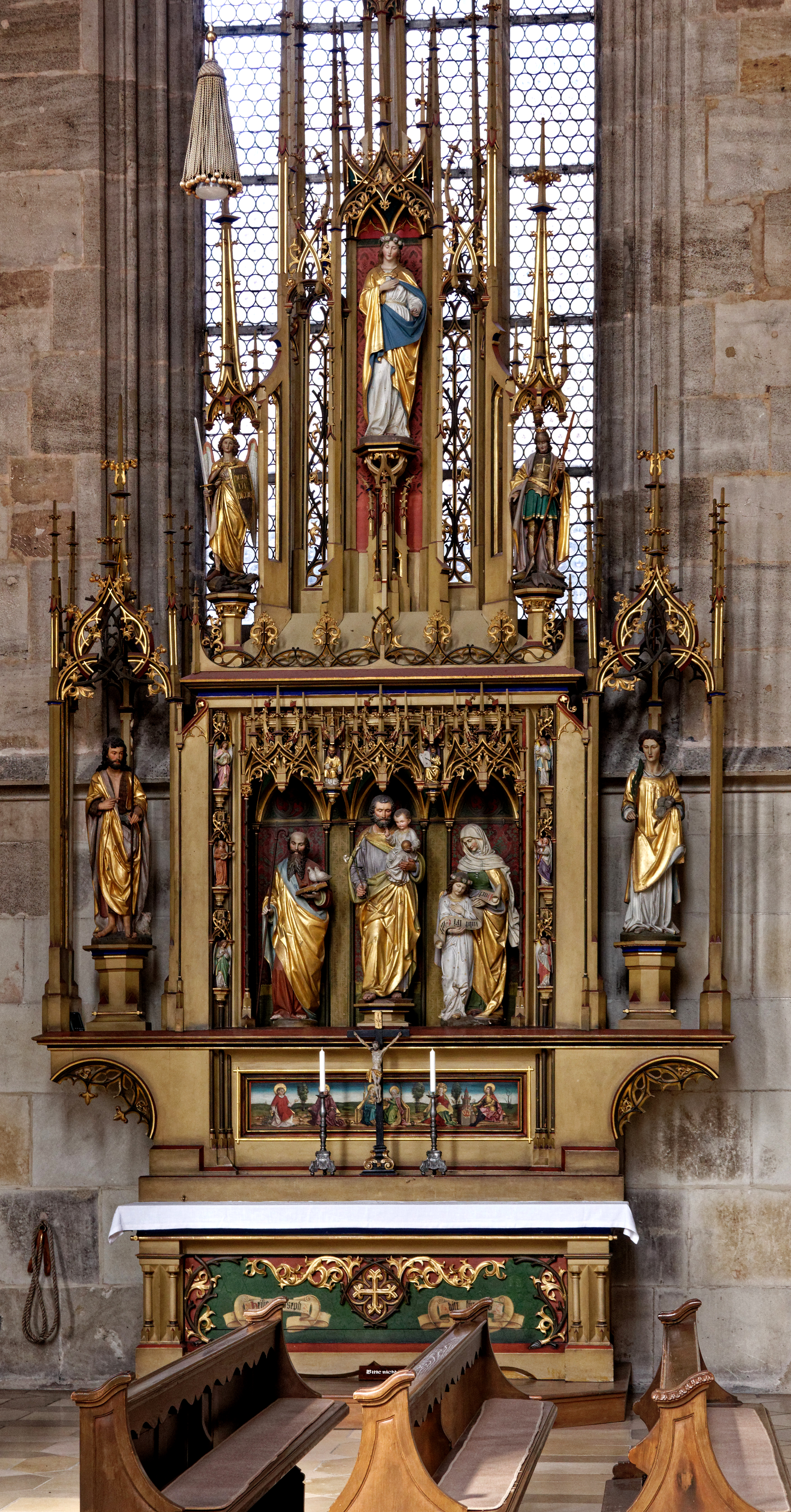
Der Josephsaltar

Die gemalte Predella mit der heiligen Anna selbdritt, umgeben von Heiligen, stammt aus der Spätgotik um 1480/90. Neben diesem spätgotischen Teil gibt es vor allem auch neugotische Werke, wie den Altarschrein, welcher 1862 gefertigt wurde, und die Holzfiguren (Heilige Joachim, Anna mit Maria, Josef; außen: Johannes der Täufer und Stephanus; im Gesprenge Maria, Erzengel Michael und Georg).

#### Kreuzaltar

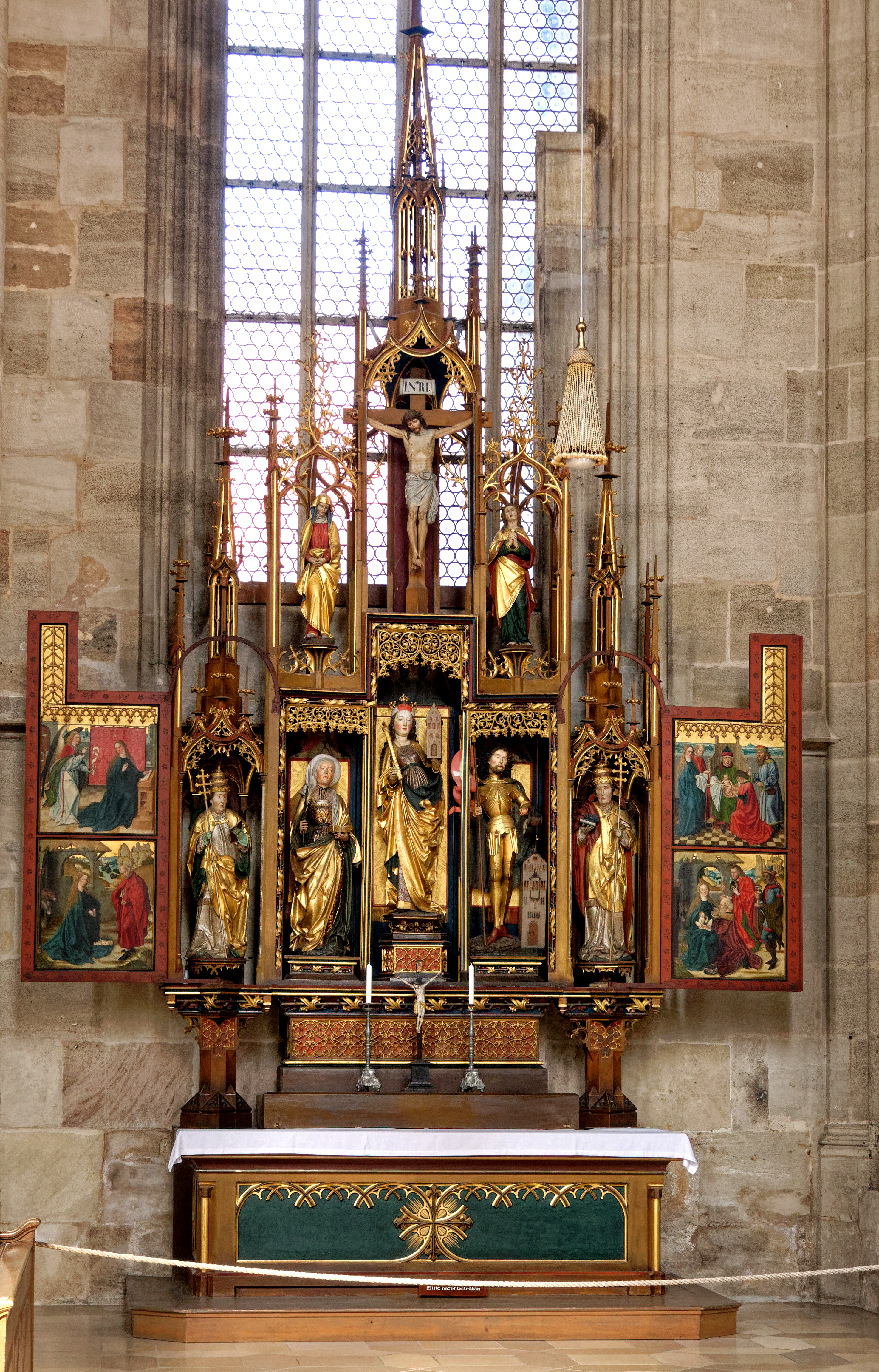
Der Kreuzaltar von 1470

Zu erkennen sind fünf Figuren: Katharina, Florian und Agatha, umrahmt durch die Päpste Gregor und Urban. Auf den Flügelinnenseiten befinden sich vier Bilder: Verkündigung und Geburt Christi links, Beschneidung und Anbetung der Könige rechts. Gestiftet um 1470 stammt der Kreuzaltar als einziger aus der Zeit des Kirchenbaus; die Malereien stammen aus dem 15. Jahrhundert. Im 19. und im 20. Jahrhundert wurde er jeweils erneuert. Aufgebaut ist der Kreuzaltar neugotisch, jedoch verweisen die Holzplastiken und die Gemälde auf die Spätgotik.

#### Dreifaltigkeitsaltar
Wie auch beim Kreuzaltar sind in den neugotischen Aufbau spätgotische Figuren und Gemälde eingearbeitet. Gestiftet wurde der Altar im Jahre 1470 von den Gerbern und Schuhmachern der Stadt. Insgesamt kann man acht Schnitzfiguren ausmachen: Im Schrein die Heiligen Petrus, Kosmas und Damian sowie Georg, zu deren Seiten Laurentius und Sebastian und in Reliefform auf den Innenseiten der Flügel Valentin und Ursula. Die vier Bilder der Flügel zeigen Szenen aus dem Leben von Krispin und Krispinian, den Schutzpatronen der Stifter: Die Heiligen schenken den Armen Schuhe. Sie werden erschlagen oder mit kochendem Öl übergossen, bis ein himmlisches Feuer sie erlöst und ihre Verfolger bestraft.

#### Sebastiansaltar

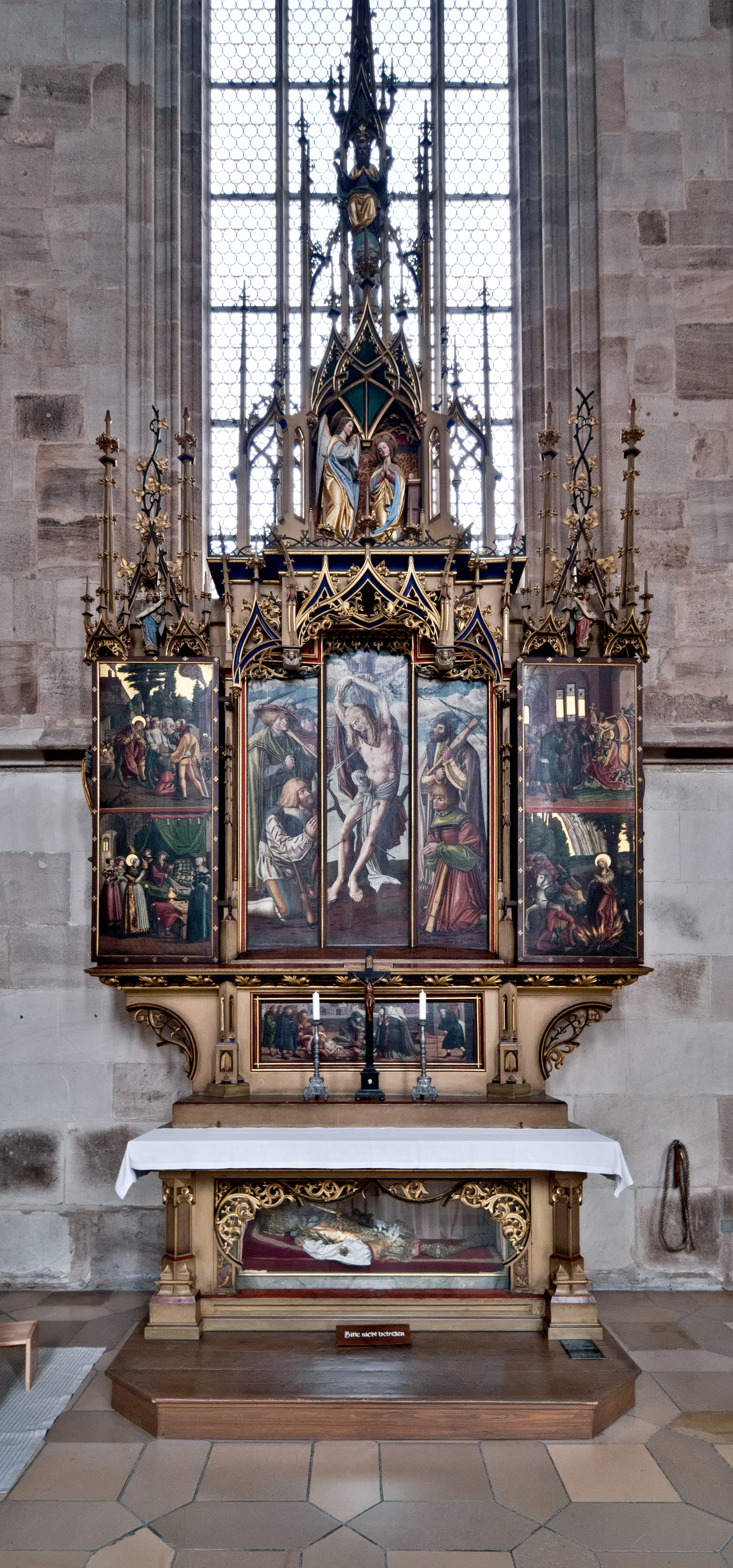
Sebastiansaltar

Die Malereien des Sebastiansaltars werden auf 1520–1530 datiert. Das Hauptbild der Mitteltafel ist in drei Felder unterteilt, in der Mitte sieht man den heiligen Sebastian an einem Baum, umgeben von seitlich stehenden und knienden Armbrustern. Diese symbolisieren wohl die Schützen-Bruderschaft, die diesen Altar gestiftet haben soll. Auf den Flügeln sind Heiligenlegenden dargestellt: Der Tod der heiligen Afra, die Rechtfertigung Irrgläubiger vor dem Papst, die Bekehrung eines Verbrechers durch den heiligen Sebastian und die Auffindung des Kruzifixes im Bett der heiligen Elisabeth, welche dort Aussätzige pflegte. Auf der Predellatafel ist die Grablegung des heiligen Sebastian dargestellt. Die geschlossenen Flügel zeigen die Heiligen Christophorus und Jakobus den Älteren.

#### Ziborienaltar
Der gotische Ziborienaltar befindet sich hinter dem Hochaltar im Chorumgang. Sein früherer Standort war die Westseite des ersten südlichen Chorpfeilers. Hier war er als Gegenstück zum Sakramentshaus aufgestellt worden. Im Jahre 1856 wurde er dann an seinen jetzigen Standort versetzt. Der Altar wird umschlossen von einem auf vier Säulen getragenen Steinbaldachin. Ein Netzgewölbe trägt hier die vier Spitzbogenarkaden innen. Ein Spitzbogenfries mit Zinnenkranz, der waagerecht verläuft, dient als äußerer Abschluss. Die Arkaden sind durch ein eisernes Gitter aus Stabwerk mit Ranken verschlossen. Das Stifterwappen von 1724 befindet sich über dem Zugang. Die Eckpfeiler zieren spätgotische Steinfiguren. Auf dem Altar befindet sich eine Pietà.

### Sonstige Einrichtungen

#### Kanzel

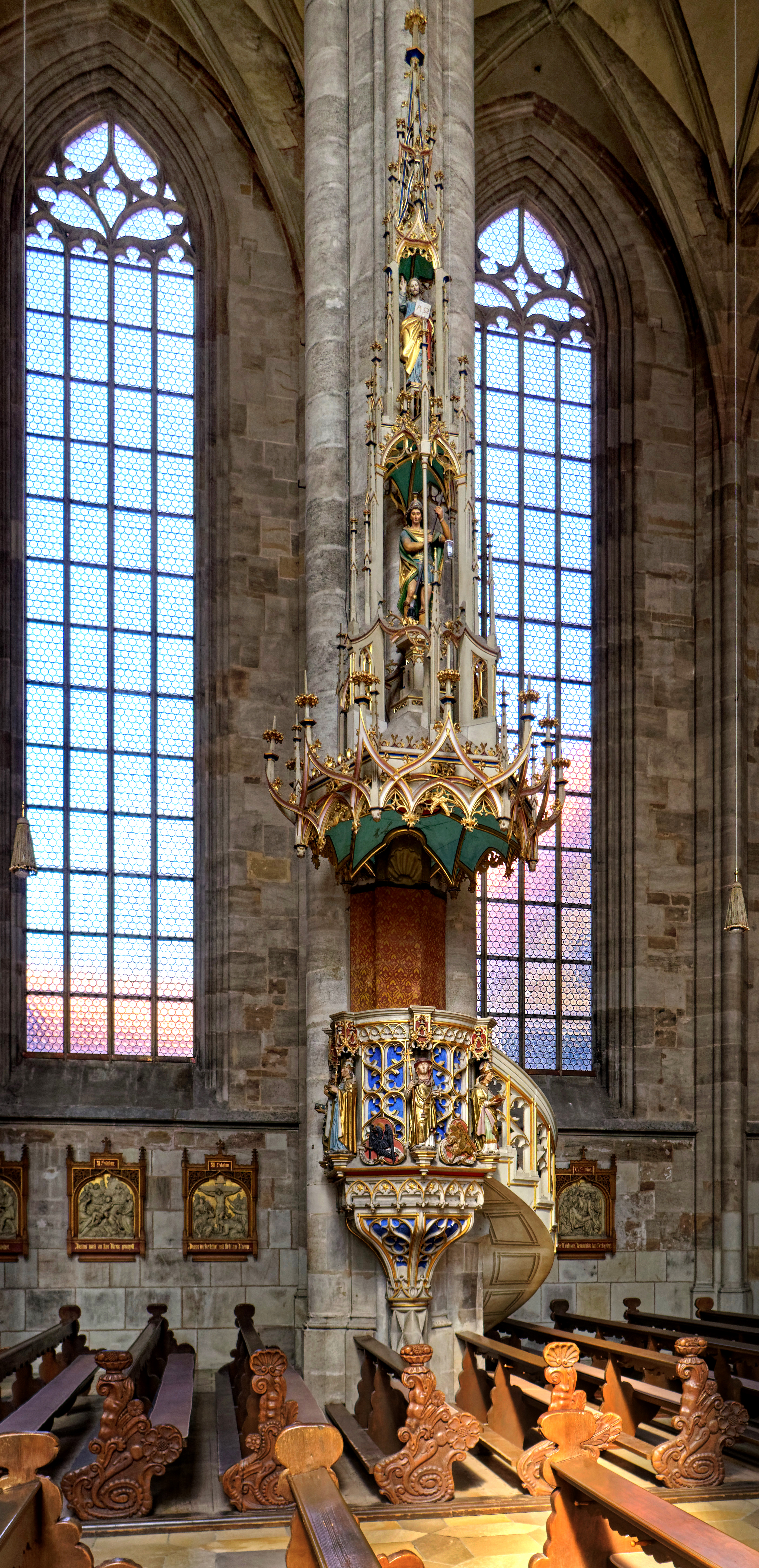
Kanzel mit Treppe

Die Kanzel mit sechseckigem Kelch, dessen Brüstung auf einem Spitzbogenfries ruht, schließt auf einem achteckigen Fuß ab. Die Ecken der Brüstung zieren die vier Kirchenväter. Dazwischen befinden sich die Symbole der Evangelisten. Insgesamt ist die Kanzel mit reichhaltigem Ziermaßwerk versehen. Der Sandsteinkanzel wurde 1869/70 eine Steintreppe angefügt.

#### Taufstein

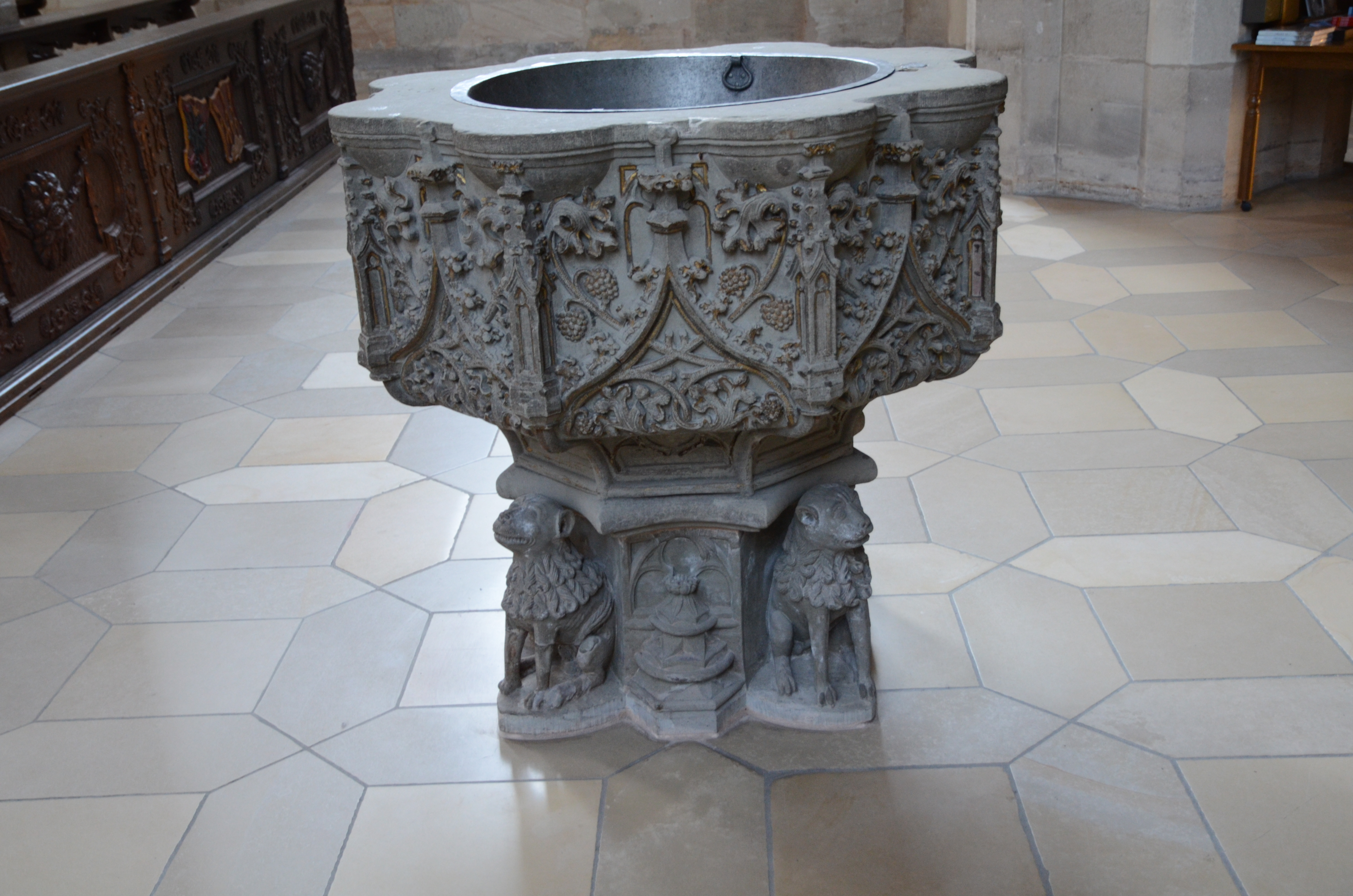
Romanischer Taufstein

Der Taufstein aus Sandstein ist kelchförmig und achteckig und hat viele Pflanzenornamente. Die acht Seiten zieren Fialen und Kielbögen. Die Ecken sind abgerundet, der Übergang vom Sockel zur Randlinie des Beckens ist fließend. Der Sockel ist von vier Löwen umgeben, ein altes romanisches Motiv. Der ursprüngliche Standort des Taufsteins war im südlichen Seitenschiff. Im Jahre 1978 wurde er an seinen heutigen Standort versetzt.

#### Sakramentshaus
Das monstranzförmige Sakramentshaus befindet sich am nördlichen Chorbeginn. Die Stiftertafel von 1480 steht hinter den vier Statuetten von drei Propheten und Moses. Auf dem Pfeiler mit der Stiftertafel erkennt man zwei Engel und das kniende Stifterpaar. Kelchtragende Engel, dazu kleine Hunde und Löwen, die auf der Sohlbank sitzen, umrahmen das achtseitige Gehäuse. Der Maßwerkhelm ist spätgotisch, nur seine vier eingestellten Propheten- und Heiligenfiguren nicht. Ursprünglich war die Spitze hölzern. Im Jahr 1890 wurde sie durch eine steinerne ersetzt. Das Sakramentshaus wird, wie auch Taufstein und Kanzel, der Dinkelsbühler Bauhütte zugeordnet. Neben dem Taufstein an der rechten Wand befindet sich ein gotisches Kruzifix, das als Missionskreuz aufgestellt wurde und Anfang des 15. Jahrhunderts entstand. Das Schnitzwerk ist stilistisch sehr gemäßigt und dabei auffallend filigran gestaltet.

#### Glasmalereien
Im Zuge der Regotisierung sollten auch bunte Glasfenster im Stile des Mittelalters eingebaut werden. Nach einer langen Phase der Beantragung von Stiftungsgeldern erging zum Ende des 19. Jahrhunderts der Auftrag an den Münchner Glasmaler Karl de Bouché, zwei Fenster zu gestalten. Für das linke Fenster nahm sich der Künstler das Scharfzandtfenster aus der Münchner Frauenkirche zum Vorbild, reduzierte es jedoch um ein Bild. Zu sehen sind in Dinkelsbühl noch die Verkündigung, die Geburt Jesu sowie die Darstellung Jesu im Tempel. Für das rechte Bild wählte de Bouché als Vorlagen Stiche von Martin Schongauer und Albrecht Dürer. Die Abfolge zeigt die Flucht nach Ägypten, Taufe Jesu im Jordan sowie das letzte Abendmahl. Möglich ist, dass der Künstler den Stifter der Fenster, den bayerischen Prinzregenten Luitpold, im Bild als 14. Figur verewigt hat. Beide Fenster enden mit einem Spruchband, auf dem dessen Stiftertätigkeit benannt ist.

### Orgeln

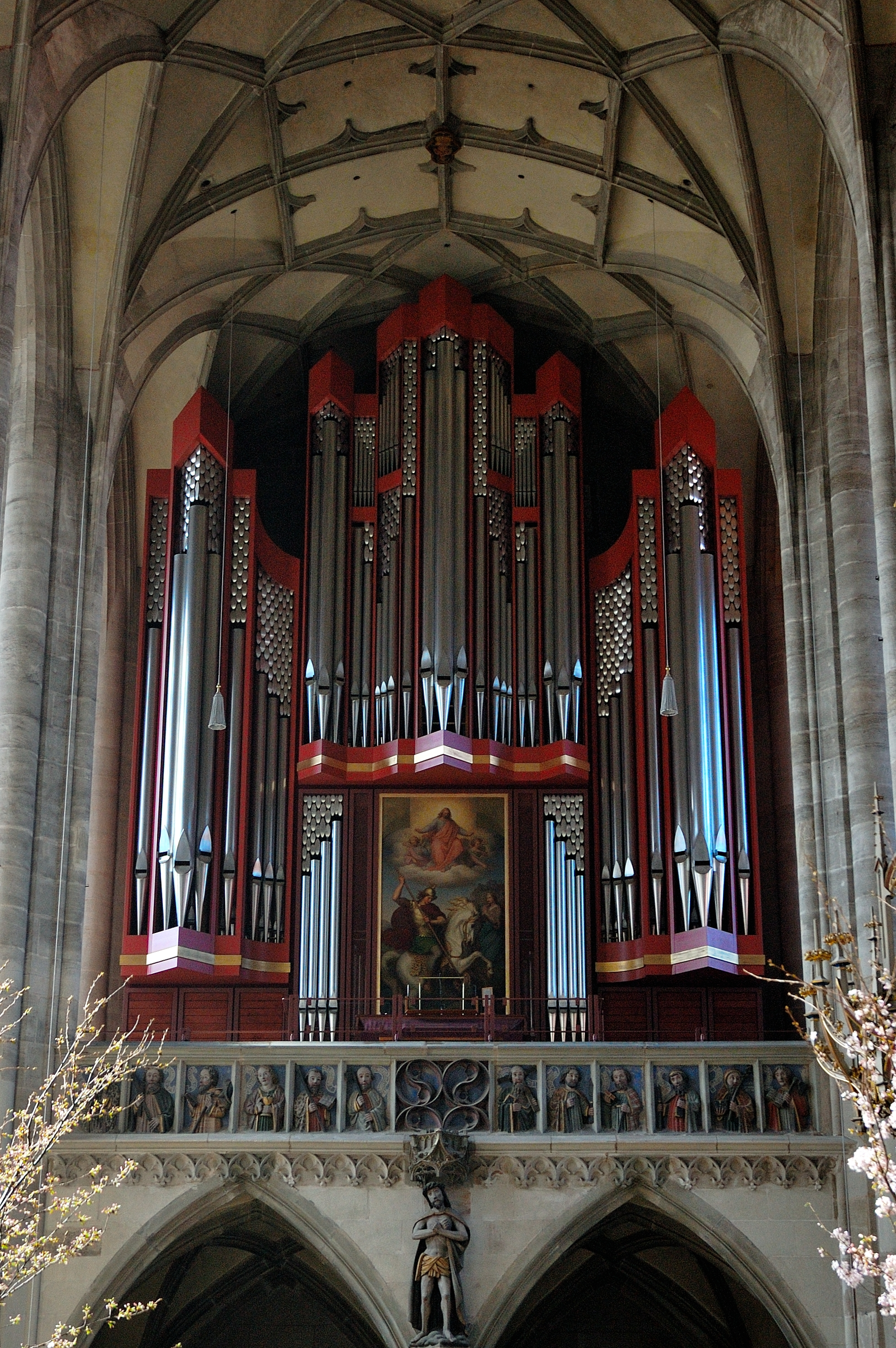
Rieger-Orgel

#### Hauptorgel
Die Hauptorgel des Münsters wurde 1997 von der österreichischen Orgelbaufirma Rieger (Schwarzach/Vorarlberg) gebaut. Das Instrument mit rund 14 Metern Höhe verfügt über 58 Register auf drei Manualen und Pedal. Sie besitzt 3939 Pfeifen. Die Spieltraktur ist mechanisch mit Schleifladen, die Registertraktur kombiniert mechanisch mit elektronischer Setzeranlage und Sequenzer.
| I Hauptwerk C–a3 |                  |        |
| 01.              | Principal        | 16′    |
| 02.              | Principal        | 08′    |
| 03.              | Bourdon          | 08′    |
| 04.              | Flûte harmonique | 08′    |
| 05.              | Gamba            | 08′    |
| 06.              | Octav            | 04′    |
| 07.              | Spitzflöte       | 04′    |
| 08.              | Quinte           | 02 ⁄3′ |
| 09.              | Superoctave      | 02′    |
| 10.              | Großmixtur V     | 02′    |
| 11.              | Mixtur IV        | 01′    |
| 12.              | Cornet V         | 08′    |
| 13.              | Trompete         | 16′    |
| 14.              | Trompete         | 08′    |
| 15.              | Trompete         | 04′    |

| II Positiv C–a3 |                   |       |
| 16.             | Principal         | 8′    |
| 17.             | Holzgedackt       | 8′    |
| 18.             | Salicional        | 8′    |
| 19.             | Octav             | 4′    |
| 20.             | Rohrflöte         | 4′    |
| 21.             | Sesquialtera II 0 | 2 ⁄3′ |
| 22.             | Octav             | 2′    |
| 23.             | Flachflöte        | 2′    |
| 24.             | Larigot           | 1 ⁄3′ |
| 25.             | Scharff IV        | 1′    |
| 26.             | Trompete          | 8′    |
| 27.             | Cromorne          | 8′    |
| 28.             | Clarinette        | 8′    |
|                 | Tremulant         |       |

| III Schwellwerk C–a3 |                      |         |
| 29.                  | Bourdon              | 16′     |
| 30.                  | Geigenprincipal      | 08′     |
| 31.                  | Doppelflöte          | 08′     |
| 32.                  | Cor de nuit          | 08′     |
| 33.                  | Gambe                | 08′     |
| 34.                  | Voix céleste         | 08′     |
| 35.                  | Prestant             | 04′     |
| 36.                  | Flute octaviante     | 04′     |
| 37.                  | Nazard               | 02 ⁄3′  |
| 38.                  | Quarte de Nazard     | 02′     |
| 39.                  | Tierce               | 01 3⁄5′ |
| 40.                  | Plein Jeu V          | 02 ⁄3′  |
| 41.                  | Basson               | 16′     |
| 42.                  | Trompette harmonique | 08′     |
| 43.                  | Hautbois             | 08′     |
| 44.                  | Clairon harmonique   | 04′     |
| 45.                  | Voix humaine         | 08′     |
|                      | Tremulant            |         |

| Pedal C–f1 |                  |     |
| 46.        | Untersatz        | 32′ |
| 47.        | Principal        | 16′ |
| 48.        | Violon           | 16′ |
| 49.        | Subbaß           | 16′ |
| 50.        | Octav            | 08′ |
| 51.        | Violoncello      | 08′ |
| 52.        | Gedackt          | 08′ |
| 53.        | Choralbaß        | 04′ |
| 54.        | Kontrabombarde 0 | 32′ |
| 55.        | Bombarde         | 16′ |
| 56.        | Fagott           | 16′ |
| 57.        | Posaune          | 08′ |
| 58.        | Clarine          | 04′ |

- Koppeln: II/I, III/I, III/II, I/P, II/P, III/P
- Spielhilfen: 768-fache Setzeranlage mit Sequenzer, 4-fach programmierbare Crescendowalze.

#### Historische Tragorgel

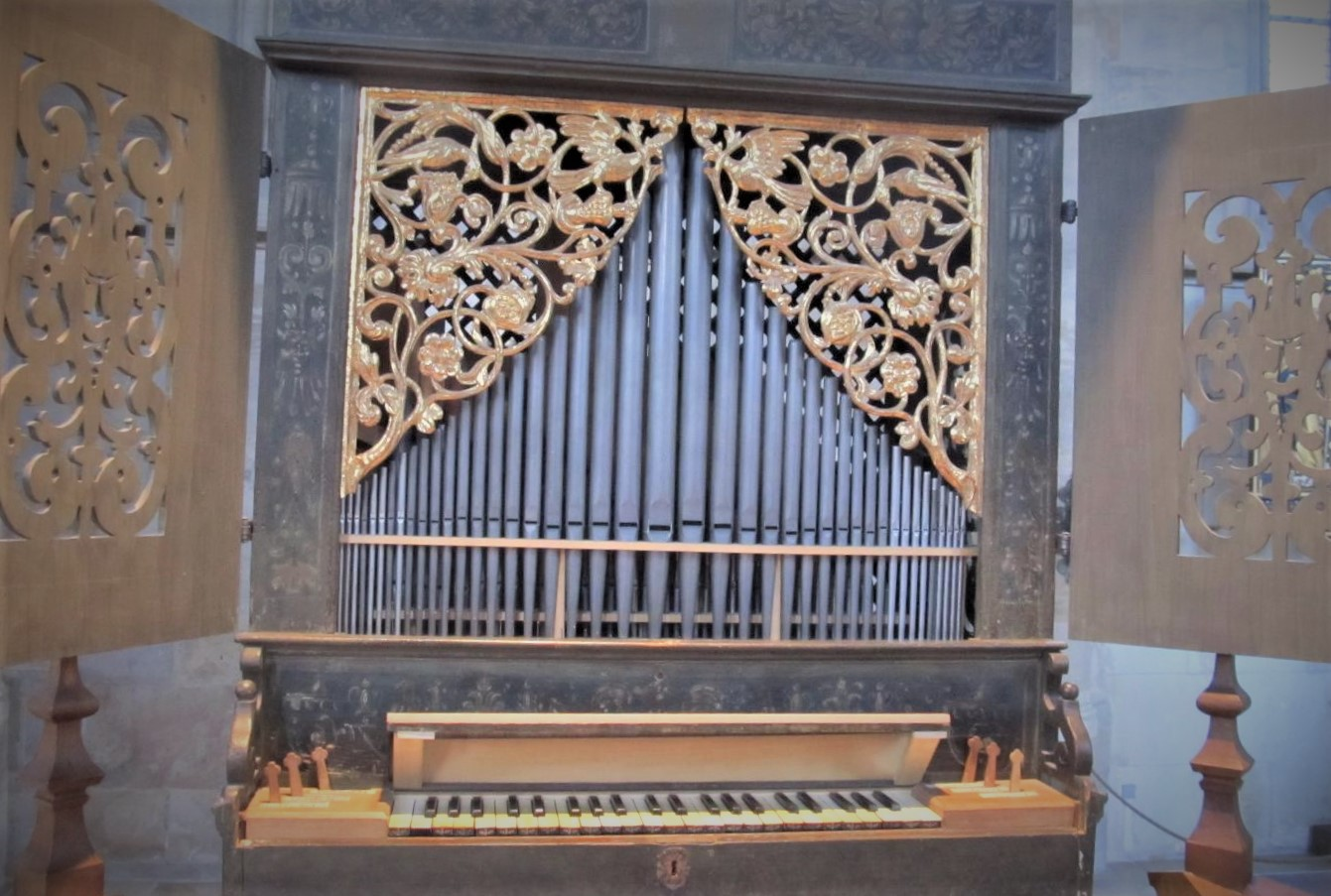
Cuntz-Orgel von 1610

Im Chorraum steht eine selten gut erhaltene Tragorgel aus dem frühen 17. Jahrhundert. Nach Einschätzung der beiden Orgelkundler Hermann Fischer und Theodor Wohnhaas ist sie nach Formensprache und Baudetails mit hoher Wahrscheinlichkeit von Stephan Cuntz erbaut worden. Auch dürfte es sich bei dem Instrument um die sagenhafte Schwedenorgel handeln, die als Pfand den Katholiken im Dreißigjährigen Krieg für den Ausgleich der entstandenen Schäden durch die Schweden gegenüber den Protestanten diente.
Die Orgel kam unbeschadet durch alle Kriegswirren in die heutige Zeit und ist weitgehend im Originalzustand erhalten. Bei einer Renovierung 1961/1962 durch die Orgelbauwerkstätte Zeilhuber wurde in die historische Substanz stark eingegriffen, zum Beispiel um die Stimmung an die gegenwärtige Norm anzupassen, oder durch die Veränderung der historischen Balganlage, um den Einbau eines Elektrogebläses zu ermöglichen. Bei den Planungen stand die Idee der Spiel- und Verwendbarkeit im Vordergrund. Bei der Restaurierung durch die Firma Klais im Jahr 1988, die unter strengen denkmalpflegerischen Gesichtspunkten erfolgte, näherte man sich dem Originalzustand wieder an.
Das moderne Elektrogebläse sitzt jetzt in einem speziell angefertigten Unterkasten. Die Orgel kann so wahlweise elektrisch oder mit handgezogenem Winddruck gespielt werden. Nach dem Abheben vom Untergehäuse und Aufstellen an einem beliebigen Ort, kann die Orgel nur mit Hilfe eines Kalkanten, wie in den letzten Jahrhunderten üblich, bespielt werden.
Das Instrument steht wieder in hoher Stimmung (Chorton a1 = 465 Hz bei 15 °C). Als Temperierung wurde nicht die für so ein frühes Orgelwerk passendere Mitteltönige Stimmung gewählt, sondern eine nach Werkmeister III, um starke Eingriffe in das Pfeifenwerk zu vermeiden.
Die Disposition:
| Manual CDEFGA–c3 |             |                                                         |
| 1.               | Grob Gedact | 8′ (nahezu vollständig original erhalten)               |
| 2.               | Flauta      | 4′ (erneuert 1961 nach alter Mensur)                    |
| 3.               | Quinta      | 3′ (erneuert 1961 nach alter Mensur)                    |
| 4.               | Principal   | 2′ (6 Pfeifen 1961 nach alter Mensur erneuert)          |
| 5.               | Octava      | 1′ (nahezu vollständig original erhalten)               |
| 6.               | Regal       | 8′ (Rekonstruktion 1988 nach alter Mensur und Bauweise) |

## Dreikönigsprozession

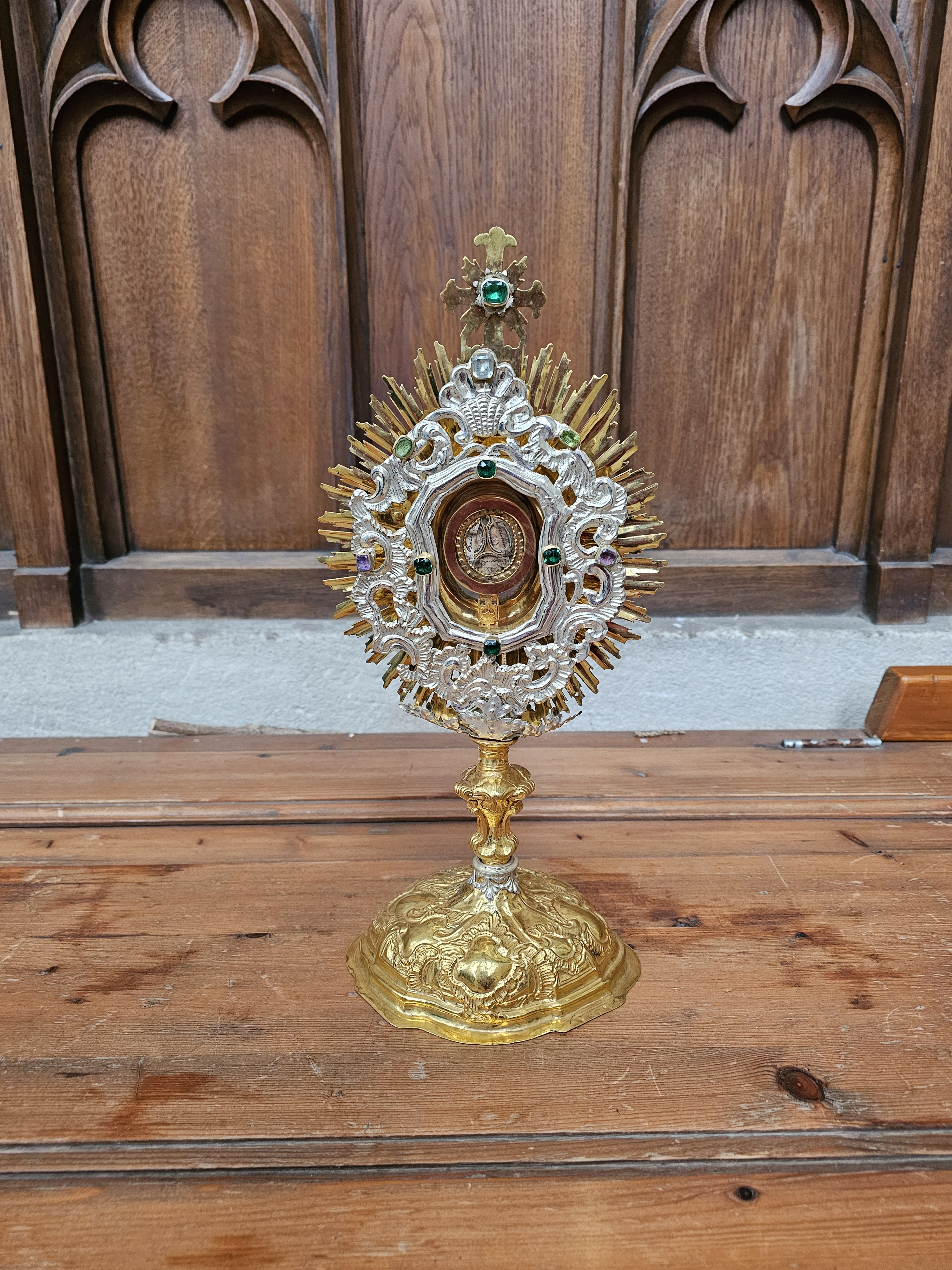
Dreikönisreliquiar des Münster St. Georg (Dinkelsbühl). Das Reliquiar wird bei der Dreikönigsprozession am 06.01 jeden Jahres verwendet.

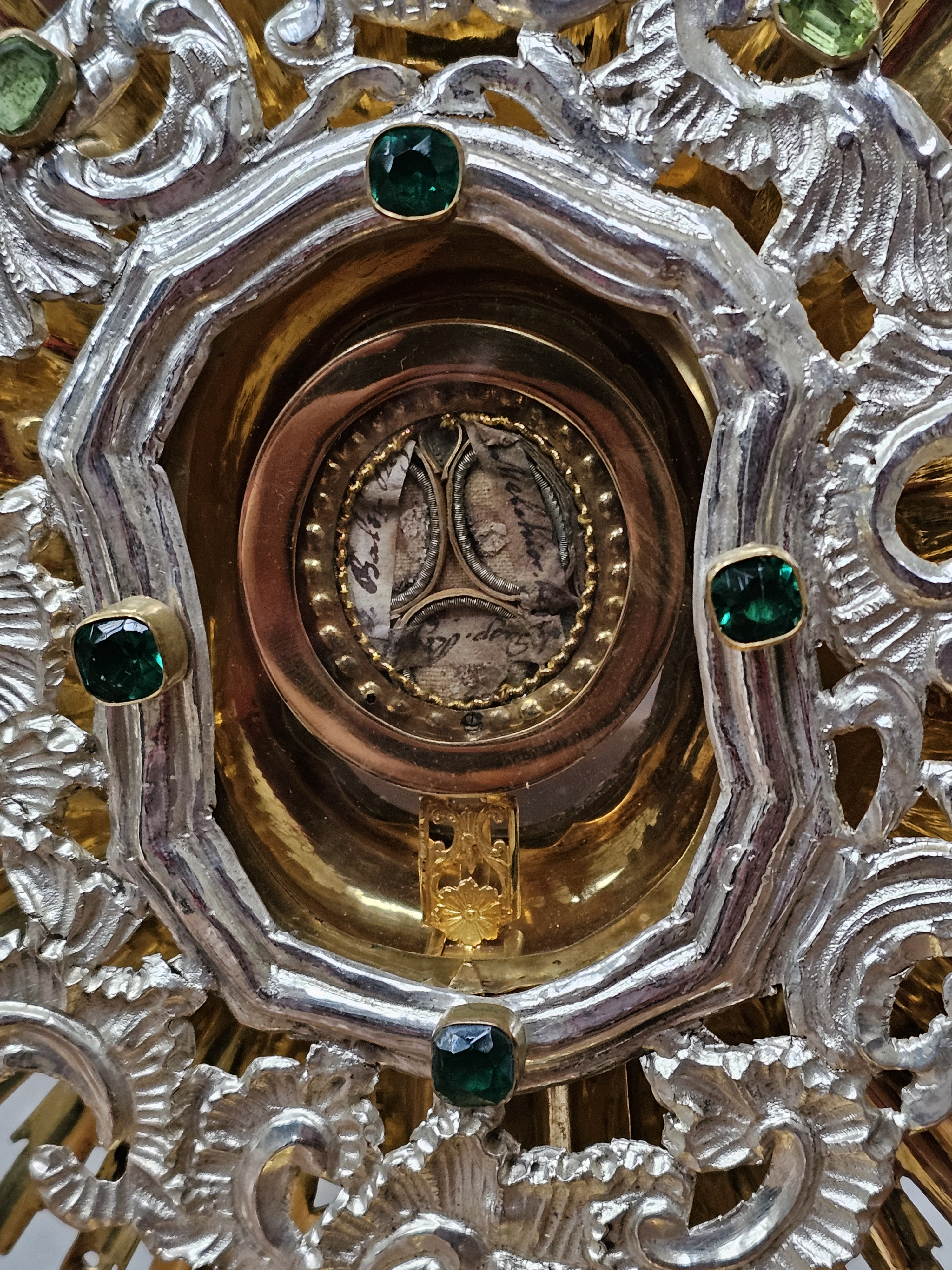
Dreikönigsreliquiar Münster St Georg. Deutlich zu erkennen sind die Reliquien der Heiligen Dreikönige

Jedes Jahr am 06.01 – dem Hochfest Erscheinung des Herrn/ Dreikönig – findet die Dreikönigsprozession statt. Die Prozession führt von der Dreikönigskapelle zum Münster. Die Kapelle wurde an jenem Standort erbaut, an welchem die Heiligen Drei Könige 1164, bei ihrer Überführung von Mailand nach Köln in den Kölner Dom abgelegt wurden (Bis zur Weiterreise in den nächsten Ort). Kaiser Friedrich I. Barbarossa wollte Mailand durch das Wegbringen der Könige zusätzlich bestrafen. Der Standort der Dreikönigskapelle lag zu dieser Zeit außerhalb der Stadtmauern. Heute befindet sie sich wenige Meter hinter dem Segringer Tor der Altstadt.
Im Münsterschatz befindet sich ein Reliquiar mit Reliquien aller 3 Könige. Diese wird von der Kapelle zum Münster getragen (unter Gesang der Teilnehmenden). Direkt an die Prozession angeschlossen ist der Gottesdienst im Münster, bei welchem das Reliquiar auf dem Messaltar abgestellt wird. Wie die Reliquien nach Dinkelsbühl gekommen sind, ist nicht bekannt. Von einer Entnahme, bereits im Jahr 1164 ist nicht auszugehen.

## Glocken
Das Glockengeläut von St. Georg besteht aus acht Glocken, von denen sieben das Hauptgeläut bilden. Die älteste Glocke, das sogenannte Ratsglöcklein stammt von 1373 und hängt nach außen hin sichtbar in einer Fensteröffnung an der Südseite des Turmes. Sie wird heute nicht mehr geläutet.
| Nr. | Name         | Gussjahr | Gießer                                            | Masse (kg) | Durchmesser (mm) | Nominal | Anmerkungen |
| --- | ------------ | -------- | ------------------------------------------------- | ---------- | ---------------- | ------- | --- |
| 1   | Stürmerin    | 1642     | Hon. Rosier u. Joh. Reichart, Lothringen          | 1450       | 1360             | es1     | Die Vorgängerglocke war bereits 1373 in Nürnberg gegossen worden. 1633 wurde sie im Dreißigjährigen Krieg auf Befehl der Schweden durch Dinkelsbühler Protestanten beschädigt und 1642 neu gegossen. Sie trägt die Umschrift „S. Luccas. S. Matheus. S. Marcus. S. Johannes – Gaspar. Melchior. Balthasar – O rex gloriae veni nobis cum pace. Ave Maria gratia plena Dominus tecum. Honoratus Bosier u. Joh. Reichard gossen mich 1642“. |
| 2   | Zwölferin    | 1643     | Hon. Rosier u. Joh. Reichart, Lothringen          | 1000       | 1210             | fes1    | Sie trägt die Inschrift „Gloria in excelsis Deo et in terra pax hominibus bonae voluntatis. Laudamus te o rex gloriae veni cum pace 1642“ |
| 3   | Elferin      | 1642     | Hon. Rosier u. Joh. Reichart, Lothringen          | 680        | 1040             | f1      | Auf der Glocke sind die vier Evangelisten und die Jahreszahl 1642 genannt. |
| 4   | Taufglocke   | 2010     | Alb. Bachert, Karlsruhe                           | 643        | 1040             | g1      | Inschrift „LASSET DIE KINDER ZU MIR KOMMEN“ |
| 5   | Dreierin     | 1657     | Stef. Bruncler, Lothringen                        | 370        | 875              | b1      | Sie trägt die Umschrift „Fusa Maria voco per me mala pelitur aura. Laudo Deum verum, satanum fugo, convoco plebum. Dinkelsbuhl anno 1652“. |
| 6   | Messglocke   | 1786     | Jos. (I.) u. Nicolaus (III.) Arnoldt, Dinkelsbühl | 300        | 790              | c2      | Sie trägt die Umschrift „Die glock genannt Sebastian – Zum gottsdienst rufet jedermann. Wans rufft laufe du schnell behendt – Ehe dir der todt den weg abrenth“. |
| 7   | Sterbeglocke | 2010     | Alb. Bachert, Karlsruhe                           | 211        | 680              | es2     | Inschrift „ICH WEIß, DASS MEIN ERLÖSER LEBT“ Gegossen als Ersatz für die Sterbeglocke von 1725, ursprünglich Ratsglocke genannt; diese Glocke befindet sich im Stadtmuseum. Sie ist auf den Ton g gestimmt. Ihre Umschrift lautet „Pro beata agonIa LegaVI Ioannes FranCIsCVs BozenharDt paroChVs aC DeCanVs LoCI 1725“. |

## Baumeister

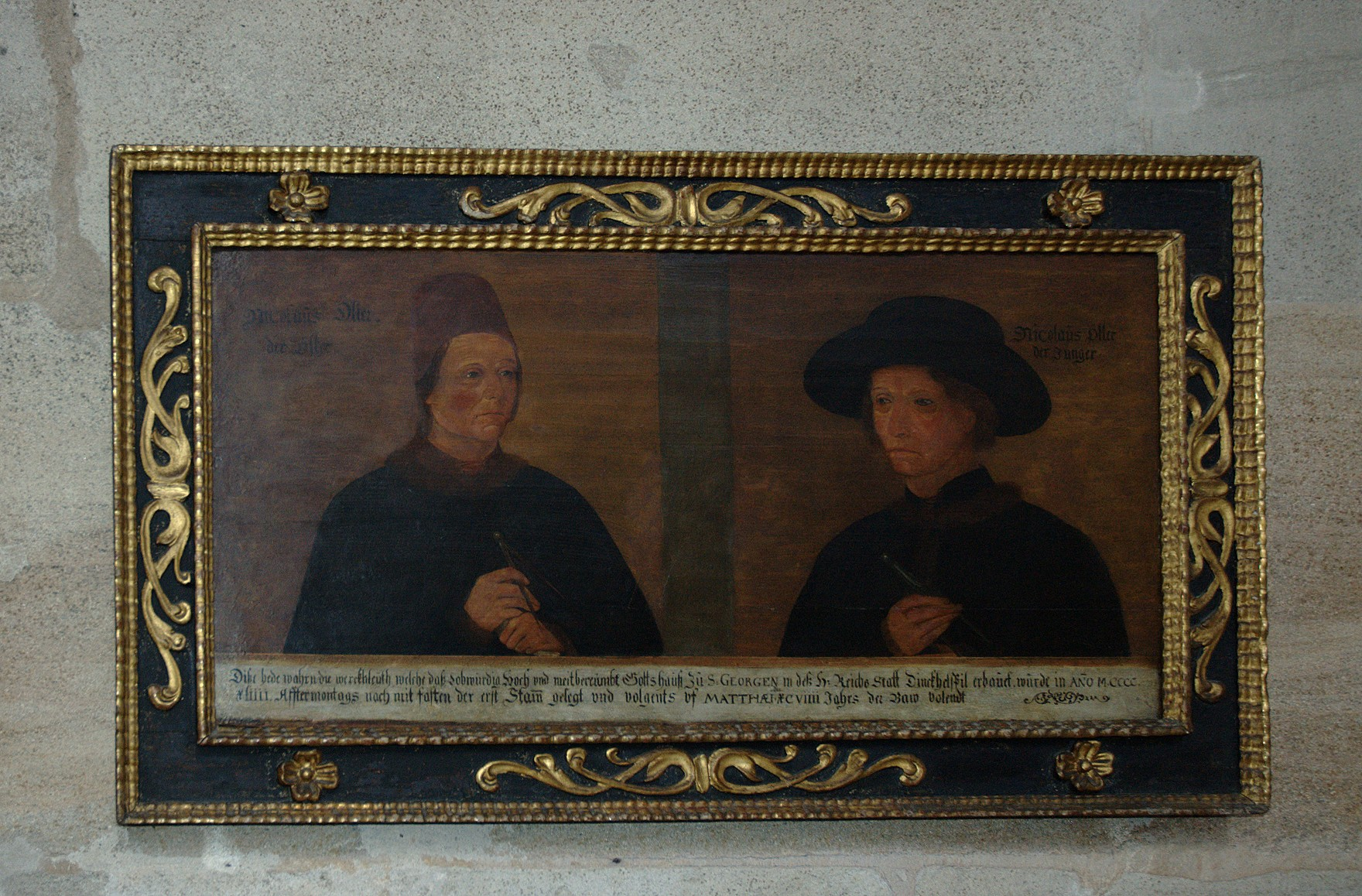
Porträt der beiden Baumeister: Niclaus Eseler der Ältere (links) und Niclaus Eseler der Jüngere.

Der Baumeister der Georgskirche war Niclaus Eseler der Ältere. Er hatte bereits an einigen bedeutenden Kirchenbauten des 15. Jahrhunderts in Nördlingen, Rothenburg und Schwäbisch Hall mitgearbeitet. Erst 1456 wurde er in einer Dinkelsbühler Stadtrechnung erwähnt, aber die Einheitlichkeit der Kirche und die exakte Planung legen nahe, dass er vom ersten Entwurf bis zur Ausführung dieses Baus beteiligt war. Sein Sohn, Niclaus Eseler der Jüngere, arbeitete in der Bauhütte mit und übernahm ab 1471 die Leitung des Baus der Kirche bis zu der Vollendung 1499.
Im Chorumgang befindet sich ein Gemälde der beiden Baumeister. Die Tafel wird als Kopie angesehen, die zwei aus dem 15. Jahrhundert stammende Originalporträts, die als verloren gelten, ersetzen sollte. Auch viele Steinmetzmeister arbeiteten an der Georgskirche mit. Hans Böhringers Steinmetzzeichen befindet sich am Glockengeschoss des Westturms. Das zweigeschossige Oktogon und die Kupferhaube des Westturms wurden von Steinmetzmeister Mathes Baur, Zimmermeister Veit Steingruber und Dachdecker Hans Jörg Feßler ausgeführt.